# Crépy-en-Valois
Pour les articles homonymes, voir Crépy.
Crépy-en-Valois est une commune française située au cœur de la vallée de l'Automne dans le département de l'Oise en région culturelle et historique de Picardie, administrative Hauts-de-France. Ses habitants sont appelés les Crépynois.
Ville capitale de l'ancien Valois, Crépy-en-Valois se situe au cœur d'un bassin de 55 560 habitants (62 communes de la communauté de communes du Pays de Valois).

## Géographie

### Situation
Crépy-en-Valois est située à 60 km au nord-est de Paris, au cœur du Valois, région d'« openfield », domaine de la grande culture industrielle (céréales, betteraves, oléagineux, légumes de plein champ).
La ville constitue la limite sud du domaine linguistique picard (contrairement au Nord de la France, le picard n'est plus parlé dans le Valois)[réf. nécessaire].

### Communes limitrophes
| Séry-Magneval | Feigneux        | Russy-Bémont |
| Duvy          | Crépy-en-Valois | Gondreville  |
|               | Rouville        | Lévignen     |

### Hydrographie

#### Réseau hydrographique
La commune est située dans le bassin Seine-Normandie. Elle est drainée par le ru des Taillandiers,. Le ru des Taillandiers est un affluent de la Sainte-Marie, affluent de l'Automne en rive gauche, et donc un sous-affluent de la Seine par l'Oise.
La commune compte également plusieurs étangs.

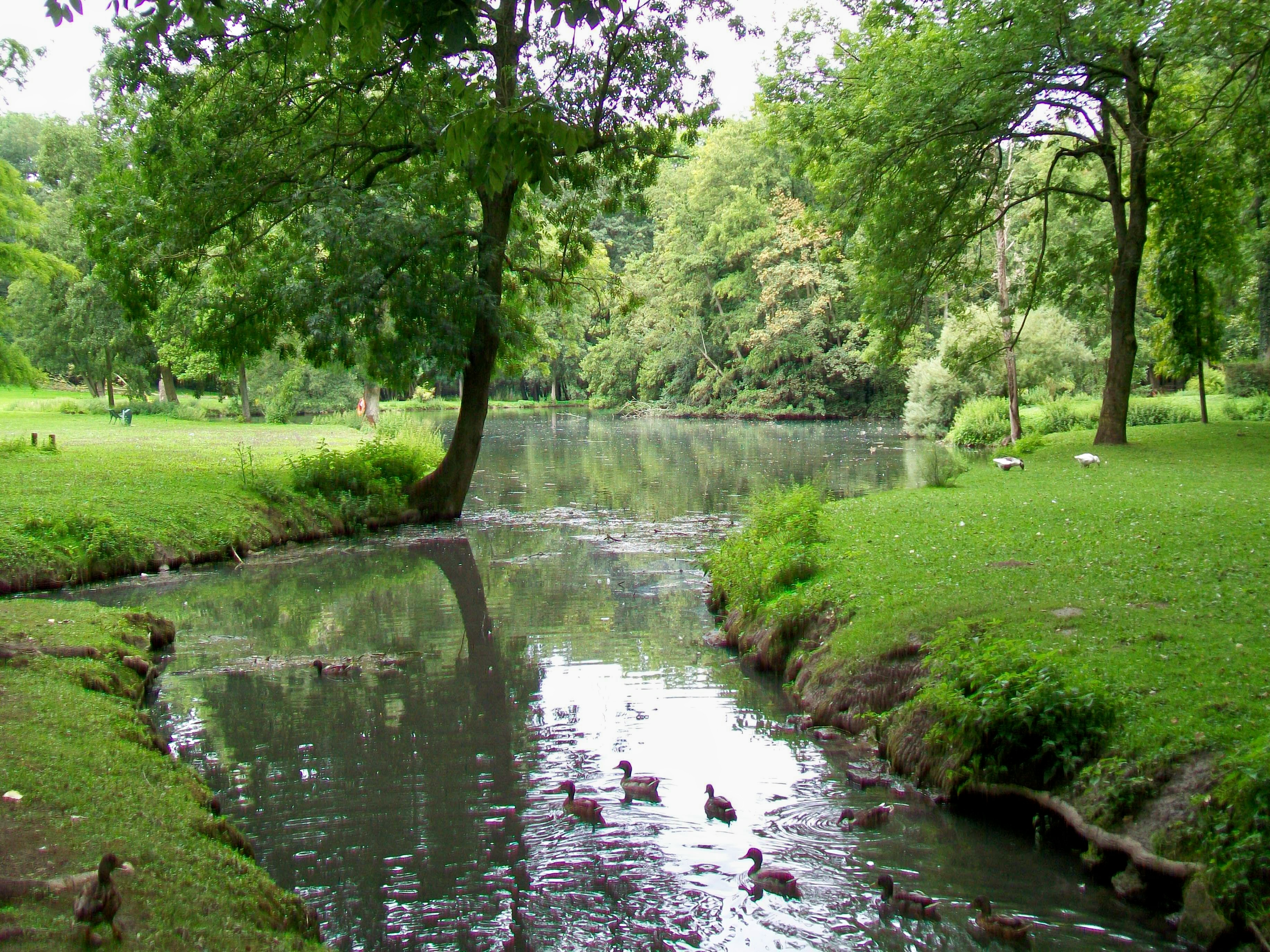
Étang au parc de Geresme.
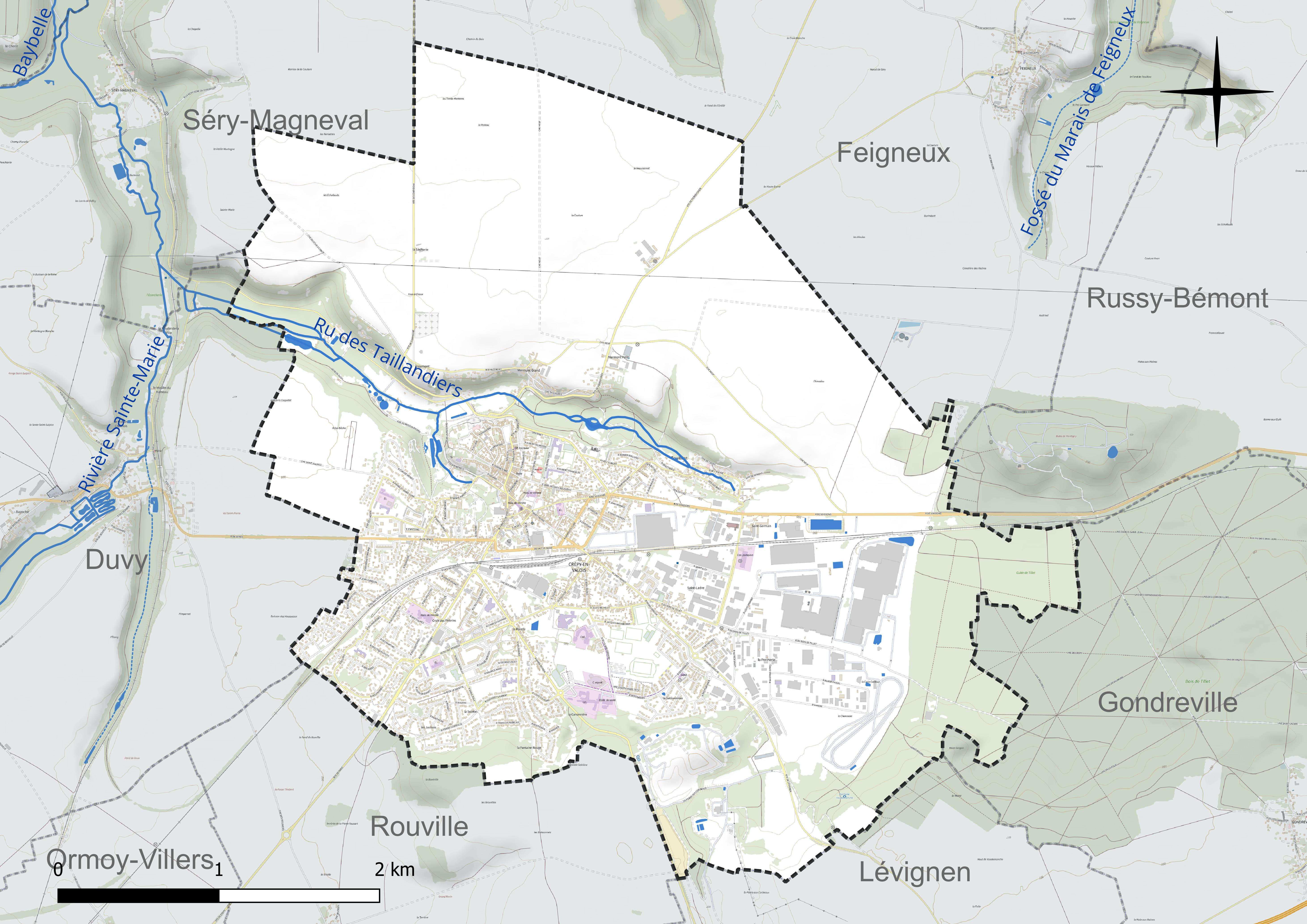
Réseau hydrographique de Crépy-en-Valois.

#### Gestion et qualité des eaux
Le territoire communal est couvert par le schéma d'aménagement et de gestion des eaux (SAGE) « Sensée ». Ce document de planification concerne un territoire de 287 km2 de superficie, délimité par le bassin versant de l'Automne. Le périmètre a été arrêté le 28 mai 1996 et le SAGE proprement dit a été approuvé le 16 décembre 2003 puis révisé le 10 mars 2016. La structure porteuse de l'élaboration et de la mise en œuvre est le syndicat d'aménagement et de gestion des eaux du Bassin Automne (S.A.G.E.B.A). 
La qualité des cours d'eau peut être consultée sur un site dédié géré par les agences de l'eau et l'Agence française pour la biodiversité. 

### Climat
Pour des articles plus généraux, voir Climat des Hauts-de-France et Climat de l'Oise.
En 2010, le climat de la commune est de type climat océanique dégradé des plaines du Centre et du Nord, selon une étude du CNRS s'appuyant sur une série de données couvrant la période 1971-2000. En 2020, Météo-France publie une typologie des climats de la France métropolitaine dans laquelle la commune est exposée à un climat océanique altéré et est dans la région climatique  Nord-est du bassin Parisien, caractérisée par un ensoleillement médiocre, une pluviométrie moyenne régulièrement répartie au cours de l'année et un hiver froid (3 °C). 
Pour la période 1971-2000, la température annuelle moyenne est de 10,7 °C, avec une amplitude thermique annuelle de 14,8 °C. Le cumul annuel moyen de précipitations est de 724 mm, avec 10,6 jours de précipitations en janvier et 8,5 jours en juillet. Pour la période 1991-2020, la température moyenne annuelle observée sur la station météorologique la plus proche, située sur la commune du Plessis-Belleville à 18 km à vol d'oiseau, est de 11,4 °C et le cumul annuel moyen de précipitations est de 661,7 mm,. Pour l'avenir, les paramètres climatiques de la commune estimés pour 2050 selon différents scénarios d'émission de gaz à effet de serre sont consultables sur un site dédié publié par Météo-France en novembre 2022.

## Urbanisme

### Typologie
Au 1er janvier 2024, Crépy-en-Valois est catégorisée centre urbain intermédiaire, selon la nouvelle grille communale de densité à sept niveaux définie par l'Insee en 2022.
Elle appartient à l'unité urbaine de Crépy-en-Valois, une unité urbaine monocommunale constituant une ville isolée,. Par ailleurs la commune fait partie de l'aire d'attraction de Paris, dont elle est une commune de la couronne,. 

### Occupation des sols
L'occupation des sols de la commune, telle qu'elle ressort de la base de données européenne d'occupation biophysique des sols Corine Land Cover (CLC), est marquée par l'importance des territoires agricoles (45,4 % en 2018), en diminution par rapport à 1990 (53,3 %). La répartition détaillée en 2018 est la suivante : terres arables (43,8 %), zones urbanisées (21,7 %), forêts (15,7 %), zones industrielles ou commerciales et réseaux de communication (12 %), mines, décharges et chantiers (3,4 %), espaces verts artificialisés, non agricoles (1,7 %), zones agricoles hétérogènes (1,6 %). L'évolution de l'occupation des sols de la commune et de ses infrastructures peut être observée sur les différentes représentations cartographiques du territoire : la carte de Cassini (XVIIIe siècle), la carte d'état-major (1820-1866) et les cartes ou photos aériennes de l'IGN pour la période actuelle (1950 à aujourd'hui).

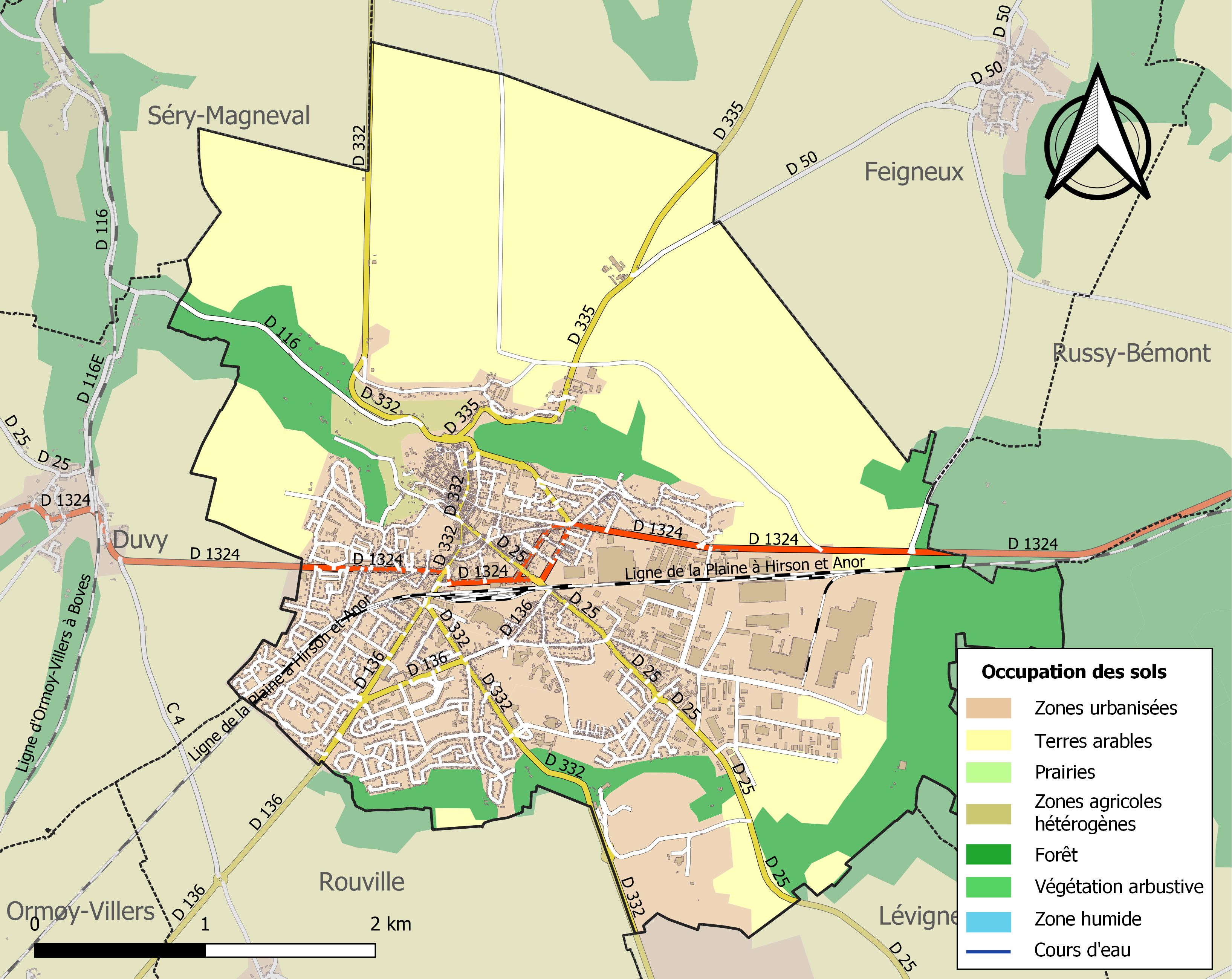
Carte des infrastructures et de l'occupation des sols de la commune en 2018 (CLC).

### Habitat et logement
En 2018, le nombre total de logements dans la commune était de 6 744, alors qu'il était de 6 492 en 2013 et de 6 055 en 2008.
Parmi ces logements, 94,1 % étaient des résidences principales, 1 % des résidences secondaires et 4,9 % des logements vacants. Ces logements étaient pour 52,8 % d'entre eux des maisons individuelles et pour 46,7 % des appartements.
Le tableau ci-dessous présente la typologie des logements à Crépy-en-Valois en 2018 en comparaison avec celle de l'Oise et de la France entière. Une caractéristique marquante du parc de logements est ainsi une proportion de résidences secondaires et logements occasionnels (1 %) inférieure à celle du département (2,5 %) mais supérieure à celle de la France entière (9,7 %). Concernant le statut d'occupation de ces logements, 54,4 % des habitants de la commune sont propriétaires de leur logement (54,6 % en 2013), contre 61,4 % pour l'Oise et 57,5 pour la France entière.
| Typologie                                               | Crépy-en-Valois | Oise | France entière |
| ------------------------------------------------------- | --------------- | ---- | -------------- |
| Résidences principales (en %)                           | 94,1            | 90,4 | 82,1           |
| Résidences secondaires et logements occasionnels (en %) | 1               | 2,5  | 9,7            |
| Logements vacants (en %)                                | 4,9             | 7,1  | 8,2            |

### Transports et déplacements

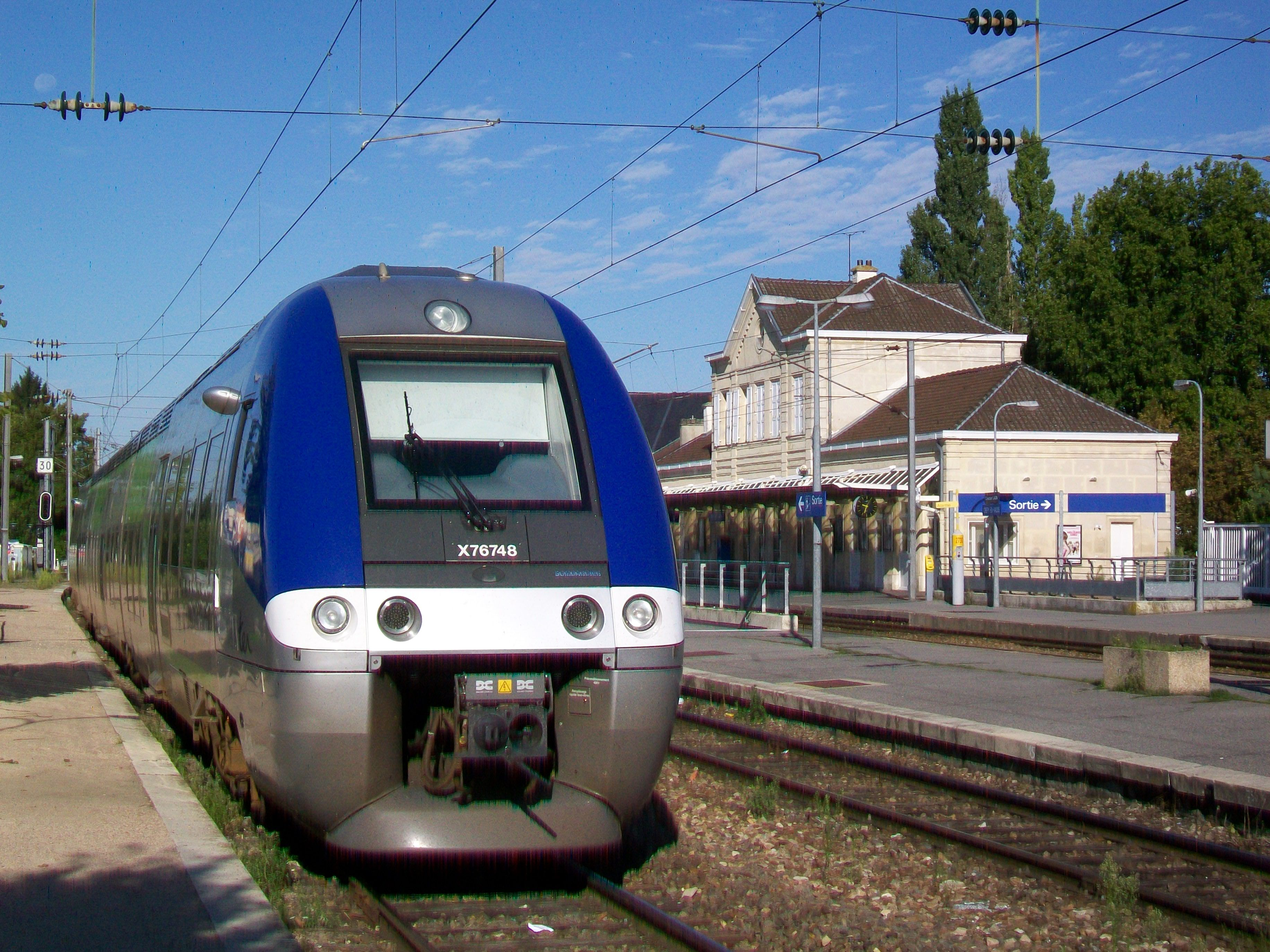
La gare.

La commune se situe à proximité de la RN 2 et de l'A1. L'aéroport Paris-Charles-de-Gaulle est accessible en environ 25–30 minutes en voiture.
La commune est desservie par la gare de Crépy-en-Valois, située sur la ligne de La Plaine à Hirson et Anor (frontière) et desservie par les trains de la ligne K du Transilien (Paris-Nord - Crépy-en-Valois) ainsi que par ceux du TER Hauts-de-France (Paris - Laon).
Depuis décembre 2011, la ville de Crépy-en-Valois dispose d'un service de bus gratuit dénommé Mobi, exploité par les Cars Charlot et composé de deux lignes desservant les lieux incontournables de la ville.
Le pont Saint-Ladre, construit en 1929, est affecté de signes de vieillissement susceptibles de mettre en cause sa solidité. En 2018, la circulation y a été interdite aux camions de plus de 3,5 tonnes. Les travaux de réfection sont paralysés par un désaccord, entre la SNCF et le département de l'Oise, dont la justice est saisie,. Des travaux de rénovation sont escomptés à partir de 2024
La commune est desservie, en 2023, par les lignes 656, 657, 658, 691, 692, 693, 6422, 6431, 6432, 6441, 6442, 6444, 6445, 6446, 6447 et 6448 du réseau interurbain de l'Oise.

## Toponymie
Crépy est attesté sous les formes Crispeium in Valesia (IXe siècle), Crispiacus, Crispinacum, Crispeiacum, Crespeium (1504), Crispiacum (1223), Chrispeyum, Crispeium sylvanectum, Crespy, Crépi, Crespi, Crespei.

Le Valois, dit aussi « Pays du Valois », est une région naturelle de France, située en Picardie au nord de Paris, sur les départements actuels de l'Oise et de l'Aisne, dans les Hauts-de-France.
Bouillant est attesté sous les formes Bouillencum, Boullientum, Boilglant (IXe siècle), Boillant (1220), Bollant, Boilgland, Bouilland, Bouillant-Germinal (1794).
Mermont est attesté sous les formes Meromons (1108), Maromont (1162), Merimons (1163), Méremont (1836).

## Histoire

### Antiquité
Une occupation gallo-romaine semble pouvoir être attestée dans les environs proches de Crépy, mais rien sur le site même.

### Périodes médiévale et moderne

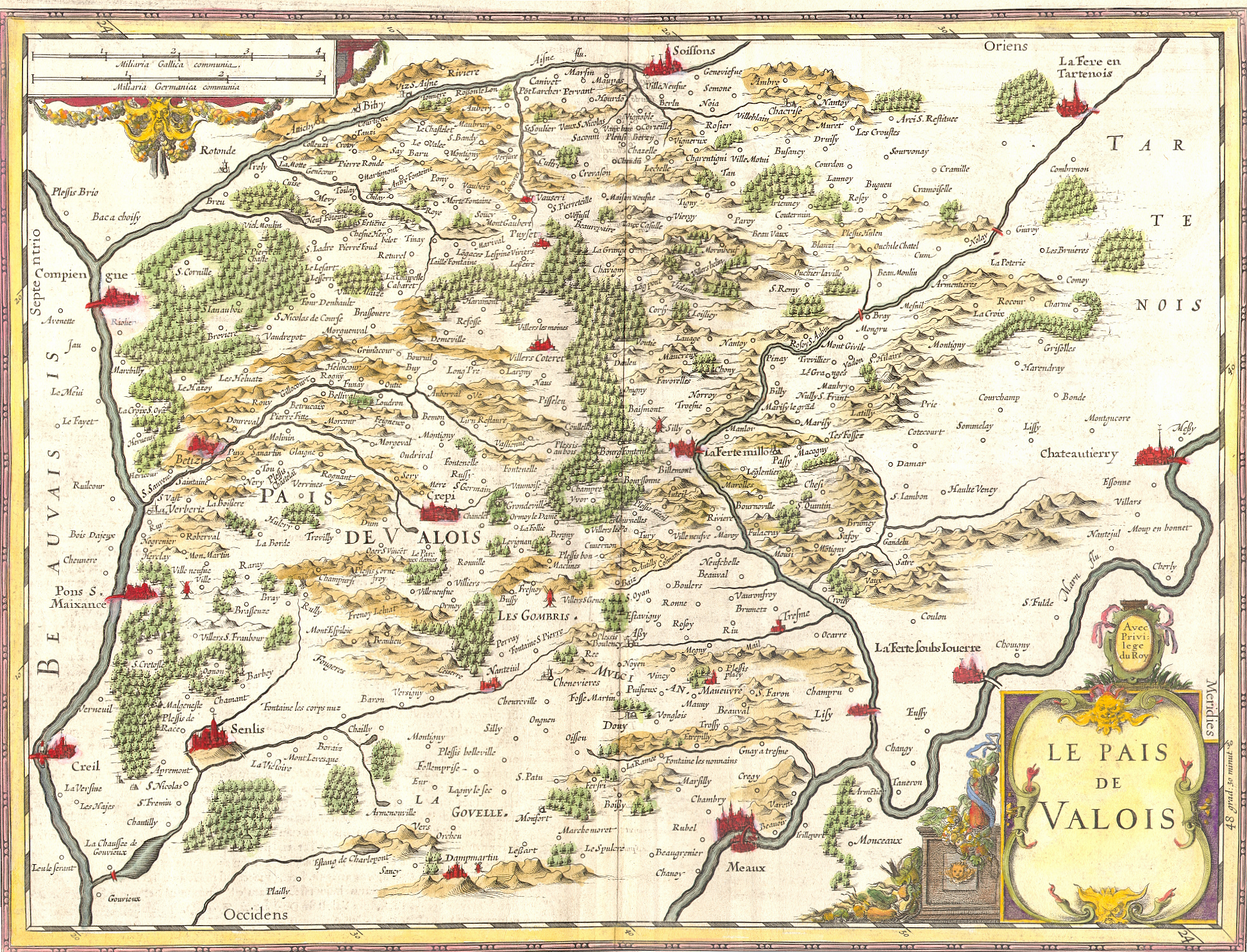
Carte du pays de Valois, Hendrik Hondius II, 1620.

À partir du Xe siècle, Crépy-en-Valois devient la résidence des comtes de Valois, puissants vassaux des rois de France jusqu'en 1213, date à laquelle le Valois est intégré au domaine de la Couronne. Donné en apanage, il revient ainsi à Louis d'Orléans qui le transforme en duché.
Aux XIe et XIIe siècles, Crépy-en-Valois (château et bourg castral) se développe bénéficiant de sa situation sur l'une des routes entre la Flandre et les foires de Champagne. Mais, la cité est touchée par la guerre de Cent Ans. Vers 1430, le château primitif de Crépy-en-Valois est assiégé depuis le « Donjon » voisin dont il était probablement séparé par un fossé. La chapelle attenante à ce « Donjon » voit sa partie haute utilisée ; on y place des canons afin de tirer depuis les fenêtres sur le château.

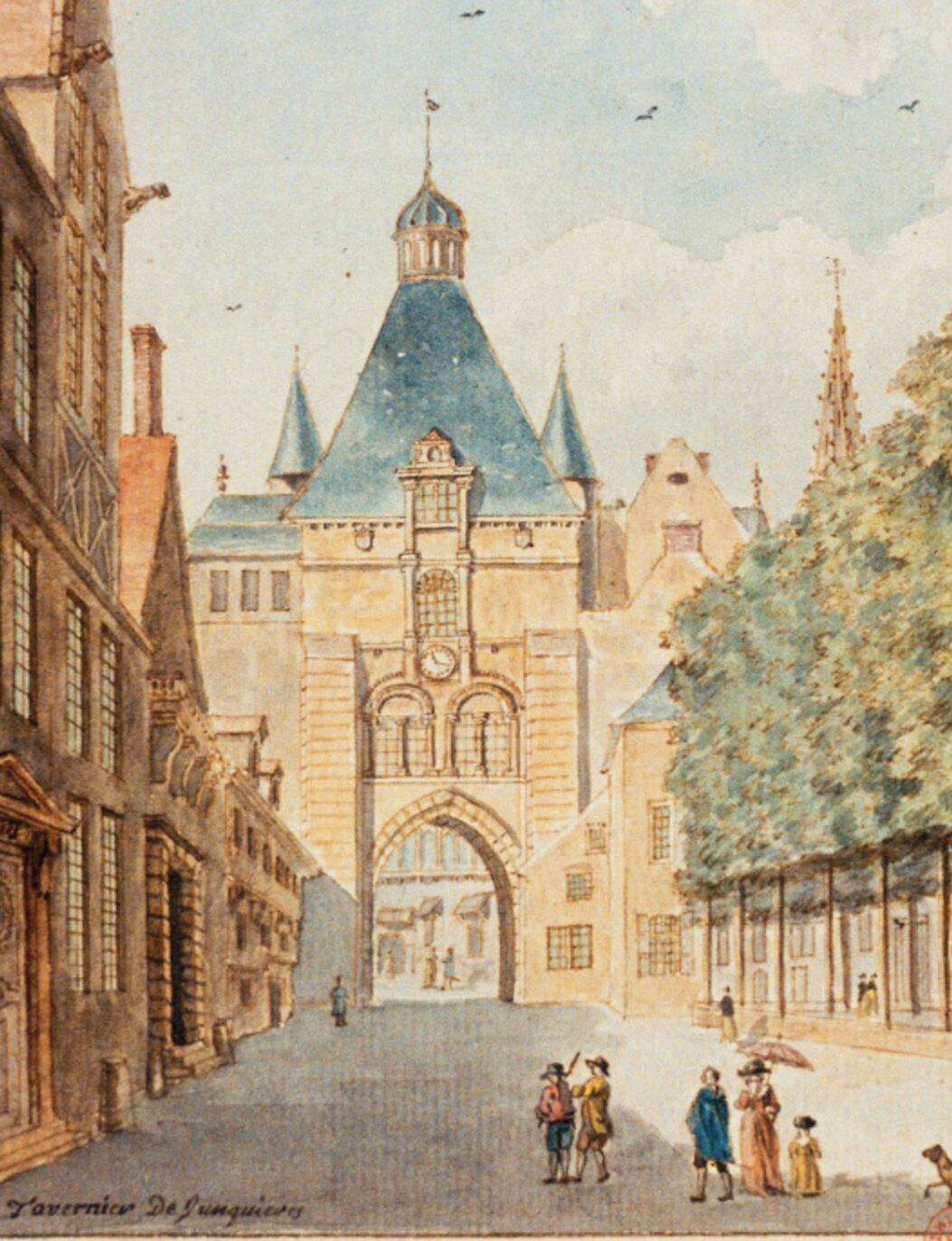
La porte du Beffroi au XVIIIe siècle par Tavernier de Jonquières.

Par ailleurs, dès le XVIe siècle, Villers-Cotterêts est préférée par les rois de France. La ville connaît alors un lent déclin jusqu'à la Révolution française.

### Période contemporaine
Sous la Révolution française, la société populaire de Crépy est particulièrement active.
Elle est chef-lieu de district de 1790 à 1795.

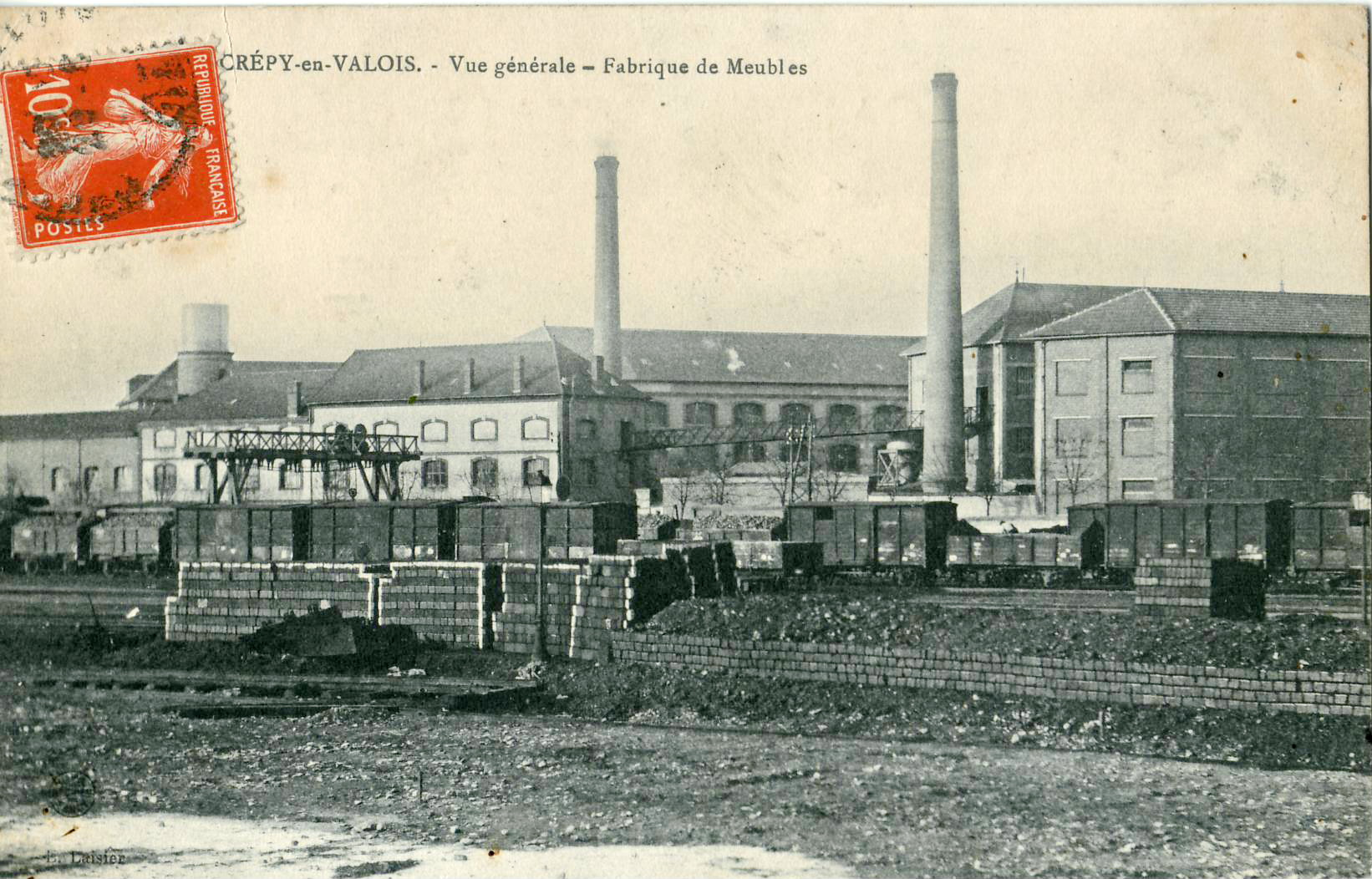
Les installations marchandises de la gare de Crépy-en-Valois et l'usine de meubles, vers 1906.

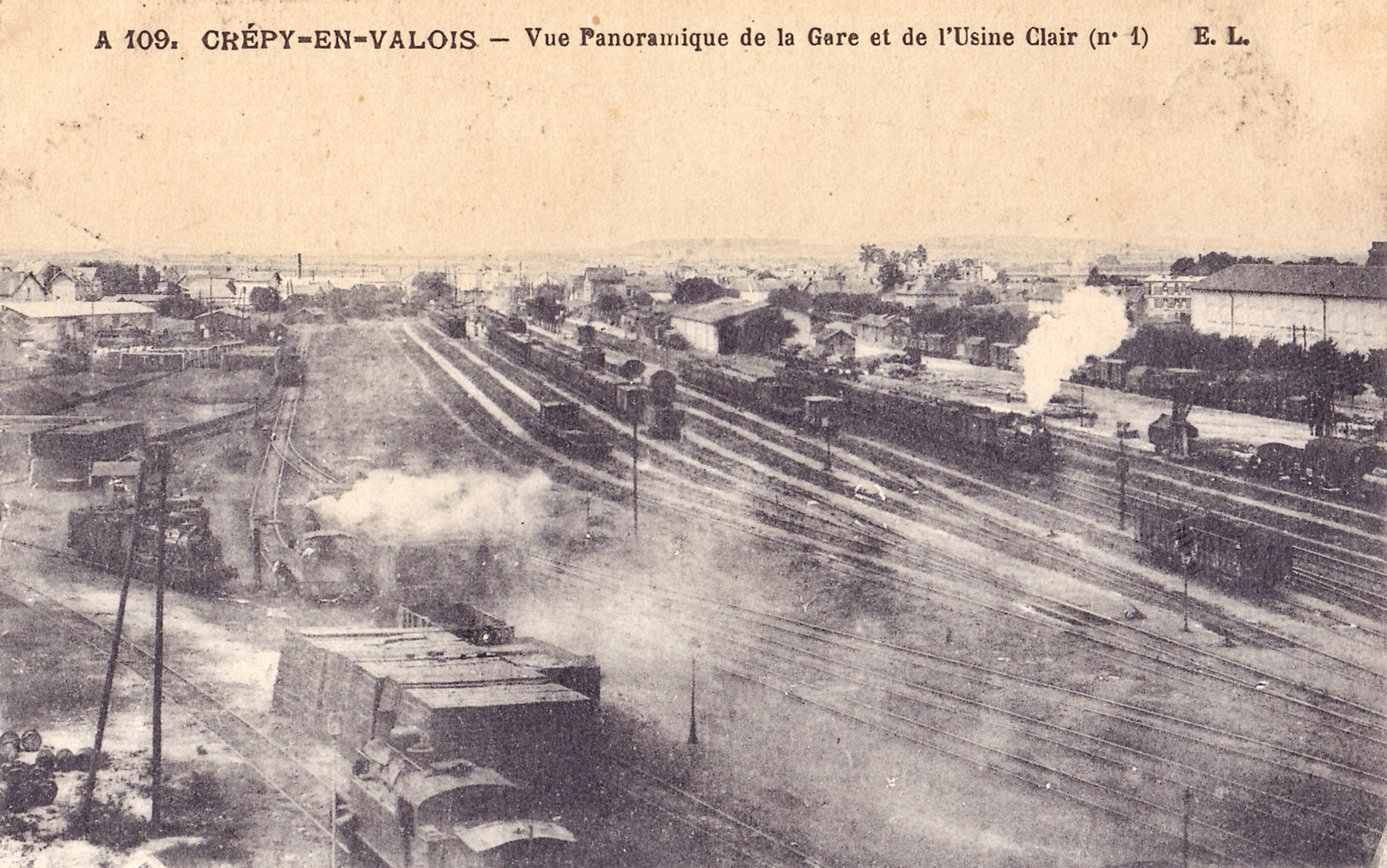
Vue générale de la gare à la même époque, avec l'usine Clair.

Il faut attendre l'arrivée du chemin de fer en 1861 et de la construction de l'usine d'ameublement Clair en 1873 pour que la ville retrouve une vitalité économique. La ville connaît un essor remarquable sous l'ère du maire Gustave Chopinet (mayorat, 1888-1918). En 1902, le conseil municipal se divise sur fond de querelles religieuses au point qu'il est dissous par le conseil des ministres, le 29 juin 1902.

#### Première Guerre mondiale
Gustave Chopinet est pris en otage avec une dizaine d'autres Crépynois le 2 septembre 1914 au moment de l'invasion allemande. Son acte de bravoure lui vaut d'obtenir la légion d'honneur en 1917. La ville souffre particulièrement des bombardements allemands en 1918. L'usine de fabrication de meubles Clair est en partie détruite,,.
Néanmoins, à la fin de la guerre, les cartes indiquent que la ville a subi des destructions modérées,,,, et a été décoré de la croix de guerre 1914-1918, le 9 juillet 1920,,.

#### L'entre-deux-guerres, la Seconde Guerre mondiale et les Trente glorieuses
Les années d'après-guerre sont marquées par la cherté de la vie, une crise de logements sévère. Sous l'action de Jean Vassal (1919-1953) sont réalisées les premières HBM.
Le socialiste SFIO Jean Vassal est maintenu par le régime de Vichy sous l'occupation nazie. En septembre 1944, il est déposé par les FFI locaux. Mais contre toute attente, c'est le préfet gaulliste Yves Pérony qui le maintient. En novembre 1944, Jean Vassal est exclu de la SFIO. Il rejoint le RPF en 1948.
Exploitant les divisions de la gauche crépynoise, le docteur Michel Dupuy remporte les élections municipales de 1953. Sous ses différents mandats, la ville passe de 5 000 habitants à 14 000 habitants à son départ en 1995.
Le 11 décembre 1976 a lieu le premier festival national dédié au mouvement punk avec des groupes comme Pain Head, Losse Heart, les Stinky Toys et Angel face.
Le 31 juillet 1982, deux cars transportant des enfants et adolescents de Crépy-en-Valois vers une colonie de vacances en Savoie sont accidentés avec quelques véhicules sur l'autoroute A6 à hauteur de Merceuil, près de Beaune. Cet accident, le plus meurtrier de France, fit 53 morts, dont 44 enfants originaires de la commune ou des environs.

## Politique et administration

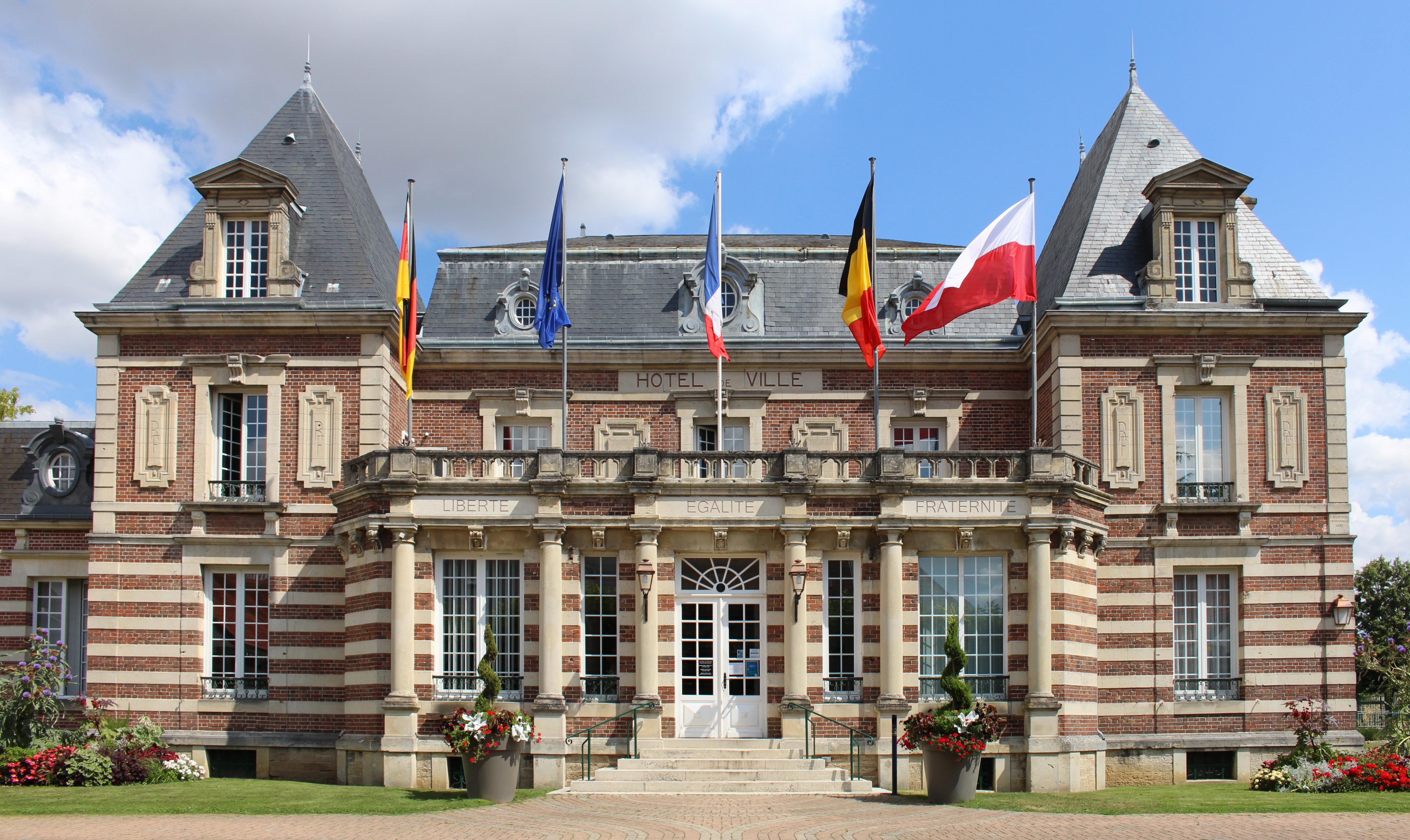
L'hôtel de ville en 2019.

### Rattachements administratifs et électoraux
La commune se trouve dans l'arrondissement de Senlis du département de l'Oise. Pour l'élection des députés, elle fait partie depuis 1988 de la cinquième circonscription de l'Oise.
Elle était depuis 1790 le chef-lieu du canton de Crépy-en-Valois. Dans le cadre du redécoupage cantonal de 2014 en France, ce canton, dont la commune est désormais le bureau centralisateur, est redécoupé mais garde le même nombre de communes (25).

### Intercommunalité
La commune est la ville principale de la communauté de communes du Pays de Valois, créée fin 1996, qui succède à plusieurs syndicats de communes des anciens cantons de Crépy-en-Valois, de Betz et de Nanteuil-le-Haudouin.

### Tendances politiques et résultats
Lors du second tour des élections municipales de 2014 dans l'Oise, la liste SE menée par Bruno Fortier obtient la majorité des suffrages exprimés, avec 2 453 voix (37,44 %, 23 conseillers municipaux élus dont 6 communautaires), devançant largement celle UMP / UDI / MoDem menée par le maire sortant Arnaud Foubert, qui a obtenu 1 561 voix (23,82 %, 4 conseillers municipaux élus dont 1 communautaire.
La troisième liste, PS / EELV / PRG, menée par Jérôme Furet, a obtenu 1 055 voix, soit 16,10 % (3 conseillers municipaux élus dont 1 communautaire).
Lors de ce scrutin, 36,54 % des électeurs se sont abstenus.
Lors des élections municipales de 2020, huit listes étaient en lice au premier tour,,, dont quatre ont participé au second tour. La liste menée par le maire sortant, Bruno Fortier (DVD) y a obtenu la majorité des suffrages exprimés, avec 43,34 % des voix, suivie par la liste d'Arnaud Foubertn maire de 2008 à 2014, DVD, 26,51 %), de Philippe Pinilo (SE, 17,40 %) et de celle menée par Michel Houllier (Div C, 12,75 %). 
Ce second tour, marqué par la crise de la pandémie de Covid-19 en France dont Crépy a été un des foyers, est marqué par 66 % d'abstention.
Le 28 janvier 2021, le tribunal administratif d'Amiens, saisi par la Commission nationale des comptes de campagne et des financements politiques, a déclaré inéligible Bruno Fortier, maire réélu en 2020, pour avoir transmis en retard ses comptes de campagne des municipales 2020 pour une durée de six mois. Deux autres candidats, Philippe Pinilo et Jean-Michel Sinet sont déclarés inéligibles, eux pour un an pour n'avoir fourni aucun compte de campagne. Le 30 septembre 2021, le Conseil d'État a rejeté le recours de Bruno Fortier, ce qui rend effective sa condamnation,,. Le 13 octobre 2021, le conseil municipal a élu sa nouvelle maire, Virginie Douat, jusqu'alors première maire-adjointe de Bruno Fortier.

### Liste des maires
| Période                                  | Période                    | Identité         | Étiquette                | Qualité |
| ---------------------------------------- | -------------------------- | ---------------- | ------------------------ | --- |
| Les données manquantes sont à compléter. |                            |                  |                          | |
| 1888                                     | 1918                       | Gustave Chopinet | Rad. Ind.                | Médecin Député de l'Oise (1898 → 1902 et 1906 → 1914) Conseiller général de Crépy-en-Valois (1899 → 1918) Décédé en fonction                                              |
| 1919                                     | 1953                       | Jean Vassal      | SFIO puis après 1944 RPF | Inspecteur à la Compagnie des chemins de fer du Nord Député de l'Oise (1928 → 1942) Conseiller général de Crépy-en-Valois (1926 → 1940 et 1945 → 1953) Décédé en fonction |
| 1953                                     | 1995                       | Michel Dupuy     | DVD                      | |
| 1995                                     | 2008                       | Pierre Praddaude | DVD                      | |
| 2008                                     | avril 2014                 | Arnaud Foubert   | UMP                      | Président de la CCPV (2008 → 2014) |
| avril 2014                               | octobre 2021               | Bruno Fortier    | DVD                      | Agent d'assurance Vice-président de la CCPV (2014 → 2021) Maire déclaré inéligible en septembre 2021                                                                      |
| octobre 2021                             | En cours (au 29 mars 2022) | Virginie Douat   |                          | Banquière Vice-présidente de la CCPV (2022 → ) |

### Instances de démocratie participative
La ville s'est dotée d'un conseil municipal des jeunes, actif notamment en 2019 où il est à l'origine de l'inscription de la devise nationale Liberté - Égalité - Fraternité sur le fronton de l'Hôtel-de-Ville. En 2021, il s'est mobilisé sur la thématique des échanges intergénérationnels et de la solitude des personnes âgées.

### Politique de développement durable
Après un premier atlas de la biodiversité réalisé en 2013, la ville a confié en 2019 au centre permanent d'initiatives pour l'environnement (CPIE) la réalisation de son second atlas, à partir d'inventaires de la faune et de la flore réalisés sur dix sites de la ville.
Ces atlas ont permis d'établir le maintien des populations, alors que l'on constate un recul dans certaines communes.
Afin d'améliorer la gestion de l'eau, la mairie donne aux particuliers qui en font la demande des récupérateurs d'eau de pluie chez les particuliers, de manière à contribuer à la réalisation de l'objectif « zéro eau de pluie » dans le réseau d'assainissement

### Jumelages
Crépy-en-Valois mène des actions de jumelage avec des villes européennes. Aujourd'hui, la cité de l'archerie est jumelée avec trois villes :
- Zell-Mosel (Allemagne) ;
- Antoing (Belgique) ;
- Płońsk (Pologne).

Le jumelage crépynois trouve son origine en 1957.
À l'initiative de cette action, le Dr Michel Dupuy, maire de Crépy-en-Valois de 1953 à 1995. Une action qui a largement été soutenue et développée par Jean Guinot, à l'époque adjoint au maire chargé des Sports-Loisirs et président du comité des fêtes pendant 18 ans, George de Cornois, président du syndicat d'initiatives et Serge Hanotin, également adjoint au maire - très actif auprès des associations sports et jeunesse de la ville -. Crépy-en-Valois avait adhéré au Conseil des communes d'Europe avec comme volonté le jumelage de notre ville. La capitale du Valois fait figure de pionnière dans l'action du jumelage français notamment en s'étant associée, dès le départ, à trois communes en même temps. C'est ainsi que le 2 juin 1957, la cité de l'archerie fut liée à Antoing (Belgique), Zell-Mosel (Allemagne) et Gerrards Cross (Angleterre).
Aujourd'hui, Crépy-en-Valois n'est plus jumelée à la ville de Gerrards Cross. Cependant, elle compte à nouveau bien trois jumelles puisqu'elle s'est unie à la ville de Plonsk en 2002. 
Chaque année, les quatre villes organisent des rendez-vous autour du jumelage (Foire de Crépy-en-Valois, échange entre collèges, échanges sportifs et musicaux, etc.). Ces rencontres permettent ainsi de pérenniser les échanges entre les villes jumelées.
Tous les quatre ans se déroule la fête du Jumelage. À cette occasion, chaque ville reçoit à tour de rôle les délégations des autres communes.
En 2017, la ville de Crépy-en-Valois a fêté le 60e anniversaire de son jumelage avec les villes de Zell-Mosel et d'Antoing.

## Équipements et services publics

### Enseignement
En 2021, Crépy-en-Valois disposait de six groupes scolaires (maternelles + élémentaires), deux collèges (collège Jean-de-La Fontaine, collège Gérard-de-Nerval) ainsi que deux lycées, l'un général et technologique (lycée Jean-Monnet) et l'autre professionnel (lycée Robert-Desnos).

### Santé
La ville, confrontée à un manque d'attractivité pour les médecins et à leur non-remplacement lors de leur départ à la retraite, souhaite rénover et aider sa maison médicale, fondée en 1973, et qui serait remplacée par une maison de santé pluridisciplinaire vers 2020,,,.
L'hôpital de Crépy-en-Valois, établissement à vocation gériatrique, accueille en 2020 un service de soins et de réadaptation, une unité de soins longue durée, ainsi que des Ehpad, soit au total deux 239 lits ou places

### Justice, sécurité, secours et défense
La commune dispose d'un important réseau de vidéosurveillance rénové en 2021 et comprenant des caméras positionnées en entrées et sorties de ville, aux abords des établissements scolaires, en centre-ville, sur quelques parkings à forte affluence et dans certains quartiers, raccordé à un centre de surveillance urbain (CSU).implanté dans les locaux de la police municipale.
La communauté de brigades de Crépy-en-Valois de la Gendarmerie nationale assure la protection de la ville et de ses alentours

## Population et société

### Démographie

#### Évolution démographique
L'évolution du nombre d'habitants est connue à travers les recensements de la population effectués dans la commune depuis 1793. Pour les communes de plus de 10 000 habitants les recensements ont lieu chaque année à la suite d'une enquête par sondage auprès d'un échantillon d'adresses représentant 8 % de leurs logements, contrairement aux autres communes qui ont un recensement réel tous les cinq ans,.

En 2022, la commune comptait 14 243 habitants, en évolution de −6,49 % par rapport à 2016 (Oise : +0,87 %, France hors Mayotte : +2,11 %).
| 1793  | 1800  | 1806  | 1821  | 1831  | 1836  | 1841  | 1846  | 1851  |
| ----- | ----- | ----- | ----- | ----- | ----- | ----- | ----- | ----- |
| 2 242 | 2 164 | 2 282 | 2 157 | 2 619 | 2 582 | 2 873 | 2 933 | 2 787 |

| 1856  | 1861  | 1866  | 1872  | 1876  | 1881  | 1886  | 1891  | 1896  |
| ----- | ----- | ----- | ----- | ----- | ----- | ----- | ----- | ----- |
| 2 513 | 2 834 | 2 775 | 2 817 | 3 082 | 3 369 | 3 625 | 4 124 | 4 381 |

| 1901  | 1906  | 1911  | 1921  | 1926  | 1931  | 1936  | 1946  | 1954  |
| ----- | ----- | ----- | ----- | ----- | ----- | ----- | ----- | ----- |
| 5 213 | 5 375 | 5 528 | 5 293 | 5 570 | 5 632 | 5 654 | 5 465 | 5 950 |

| 1962  | 1968  | 1975   | 1982   | 1990   | 1999   | 2006   | 2011   | 2016   |
| ----- | ----- | ------ | ------ | ------ | ------ | ------ | ------ | ------ |
| 7 379 | 8 660 | 10 920 | 12 228 | 13 222 | 14 436 | 14 289 | 14 374 | 15 231 |

| 2021   | 2022   | - | - | - | - | - | - | - |
| ------ | ------ | - | - | - | - | - | - | - |
| 14 217 | 14 243 | - | - | - | - | - | - | - |

#### Pyramide des âges
La population de la commune est relativement jeune.
En 2018, le taux de personnes d'un âge inférieur à 30 ans s'élève à 34,8 %, soit en dessous de la moyenne départementale (37,3 %). À l'inverse, le taux de personnes d'âge supérieur à 60 ans est de 25,8 % la même année, alors qu'il est de 22,8 % au niveau départemental.
En 2018, la commune comptait 6 916 hommes pour 7 880 femmes, soit un taux de 53,26 % de femmes, largement supérieur au taux départemental (51,11 %).
Les pyramides des âges de la commune et du département s'établissent comme suit.
| Hommes | Classe d’âge | Femmes |
| ------ | ------------ | ------ |
| 0,9    | 90 ou +      | 1,6    |
| 6,6    | 75-89 ans    | 9,9    |
| 15,6   | 60-74 ans    | 16,7   |
| 20,8   | 45-59 ans    | 20,9   |
| 19,5   | 30-44 ans    | 17,8   |
| 17,7   | 15-29 ans    | 15,4   |
| 18,8   | 0-14 ans     | 17,8   |

| Hommes | Classe d’âge | Femmes |
| ------ | ------------ | ------ |
| 0,5    | 90 ou +      | 1,4    |
| 5,5    | 75-89 ans    | 7,6    |
| 15,6   | 60-74 ans    | 16,3   |
| 20,8   | 45-59 ans    | 20     |
| 19,4   | 30-44 ans    | 19,4   |
| 17,6   | 15-29 ans    | 16,2   |
| 20,6   | 0-14 ans     | 19,1   |

### Sports
Crépy-en-Valois est fréquemment citée comme étant l'une des places fortes françaises du tir à l'arc, et est parfois qualifiée de cité de l'archerie. La commune abrite la Compagnie d'Arc de Crépy-en-Valois qui est l'une des 101 associations archères du département. Crépy-en-Valois a accueilli des bouquets provinciaux à plusieurs reprises (1899, 1925, 1938, 1949, 1965, 1976, 1993). De plus, un forum des facteurs d'arcs et de flèches est organisé depuis 2016 sur le territoire de la commune.
L'US Crépy-en-Valois est la principale association sportive de la commune. L'équipe fanion de la section football évolue en deuxième division départementale lors de la saison 2021-2022. Le club dispose aussi d'une section basket-ball qui dispute la Régionale masculine seniors - Division 3.

### Manifestations culturelles et festivités
La 23e édition de la fête des cochons s'est tenue les 24 et 25 août 2018, regroupant artisans et troupes d'animations autour du thème du Moyen Âge. Cette fête rappelle un épisode d'un siège tenu par Henri IV où les habitants sont alertés par les cris de cochons égorgés par l'armée envahisseuse, croyant avoir affaire à des sentinelles endormies de la ville

### Cultes
En ce qui concerne le culte catholique, outre l'Église Saint-Denis et I'Église Saint-Martin de Bouillant, on peut signaler la chapelle Mère Teresa, implantée en 2009 au milieu des habitations du quartier des Arcades sur l'initiative de Mgr Guy Thomazeau et dont la dédicace a été célébrée le 5 septembre 2009 par l'évêque de Beauvais Jean-Paul James.

## Culture locale et patrimoine

### Lieux et monuments
Crépy-en-Valois compte treize monuments historiques sur son territoire, dont deux sont classés et onze inscrits. Un quatorzième monument a été détruit pendant la Seconde Guerre mondiale ; il s'agissait d'une maison du XIIIe siècle au 9 rue Nationale, inscrite par arrêté du 8 mai 1933.
- Les vestiges de la collégiale Saint-Thomas de Cantorbéry[90], classées Monuments historiques en 1875[91], rue de la Hante, à l'ouest du centre-ville. Les éléments les plus anciens de l'église remontent au XIIe siècle. Une partie de l'édifice s'effondre le vendredi 21 juin 2019, vers 3 h 15 du matin[92]. 
Sa restauration est facilitée par le financement de mécènes et notamment par le Loto du patrimoine qui a accordé 300 000 €[93]

- Les restes du prieuré Saint-Arnoul, place Saint-Simon, à l'extrémité nord-ouest de la cité fortifiée, inscrites monuments historiques en 1943 (vestiges du monastère) et en 1979 (porte d'entrée)[94]. Cet ancien prieuré de l'ordre de Cluny fondé en 1077 en remplacement d'une abbaye fut supprimé à la Révolution française. Subsistent l'ancien logis du prieur du XVIIIe siècle, la ruine de l'église gothique, des vestiges de la crypte romane, et l'aile orientale des bâtiments monastiques, qui abrite une galerie de cloître et trois salles voûtées, ouvertes à la visite[95].

- Ancien château Saint-Aubin[96], rue Gustave-Chopinet, inscrit monument historique en 1926[97] : bâtiments des Xe et XIIIe siècles, surplombant le rempart sud. Il s'agit du siège de l'importante seigneurie qui donna son nom à la famille de Crépy. Le complexe architectural comprend la chapelle Saint-Aubin, bâtie vers 1170-1180 par Thibault III de Crépy-Nanteuil. Autour de 1200, une enceinte vient fortifier la ville, faisant du château le bastion occidental du système défensif. Son fils Philippe Ier édifie, accolée à celle-ci, une noble demeure seigneuriale surplombant les remparts de la ville médiévale, peu après la Bataille de Bouvines (1214) qui le vit combattre aux côtés de son suzerain le roi de France Philippe Auguste. Celui-ci obtient l'héritage de la dernière membre de la famille en 1213. Le château devient alors le siège d'un apanage royal, capital du comté de Valois. Au XVIe siècle, le château devient le siège de l'administration du duché de Valois. Dans les années 1620, une partie importante des bâtiments secondaires du château, les « logements », furent donné aux Ursulines pour y fonder un couvent, qui y demeura jusqu'à la Révolution. Au XVIIIe siècle, les sous-sols se muent en une prison où le poète Gérard de Nerval passe une glaciale nuit d'octobre.
- Église Saint-Denis, rue Saint-Denis, inscrite Monument historique en 1977[98]. Saint-Denis est l'unique église paroissiale depuis 1802. Elle était la chapelle castrale du château du XIe siècle de Gauthier le Blanc. Un document de 1162 comporte la première mention certaine de Saint-Denis. L'église a fait l'objet de nombreuses restaurations à la suite des importants dégâts causés par la guerre de Cent Ans et de grands travaux ont été entrepris entre 1544 et 1573. Elle fut vendue comme bien national en 1792, puis réquisitionnée et transformée en magasin à fourrage et rendue au culte en 1802[99].

- Église Saint-Martin de Bouillant, au hameau du même nom, rue de l'Église, inscrite Monument historique en 1951[100]. Bouillant a été rattachée à la ville en 1828. Avant cette date, elle formait une commune indépendante. L'origine du nom provient de nombreuses sources qui sortaient de terre en bouillonnant. De l'église Saint-Martin, il ne subsiste qu'une nef à quatre travées et les deux latéraux. Le transept et le chœur ont été démolis à la Révolution. Derrière l'église se trouvait une source (Saint-Martin) qui selon la légende guérissait de la fièvre[99].

- Hôtel de la Rose de 1537, 11 place Gambetta, inscrit Monument historique en 2001[101].
- Maison « La Corandon » du XVIe siècle, chemin de la Poterne, inscrit Monument historique en 1979[102].
- Maison du XVIe siècle, 18 rue de la Cloche ; portail et vantaux inscrits Monuments historiques en 1978[103]. La maison est probablement issue de la transformation de l'ancien grenier à sel.
- Hôtel Saint-Joseph de 1649, 13 rue du Four ; portail et vantaux inscrits Monuments historiques en 1933[104].
- Site du Fond-Marin, chemin de la Terrière ; nymphée, lavoir, bassin, installation hydraulique inscrits Monuments historiques en 2003[105]. Il s'agit du parc d'un hôtel particulier du XVIIe siècle. Ce parc n'est pas visible depuis le domaine public.

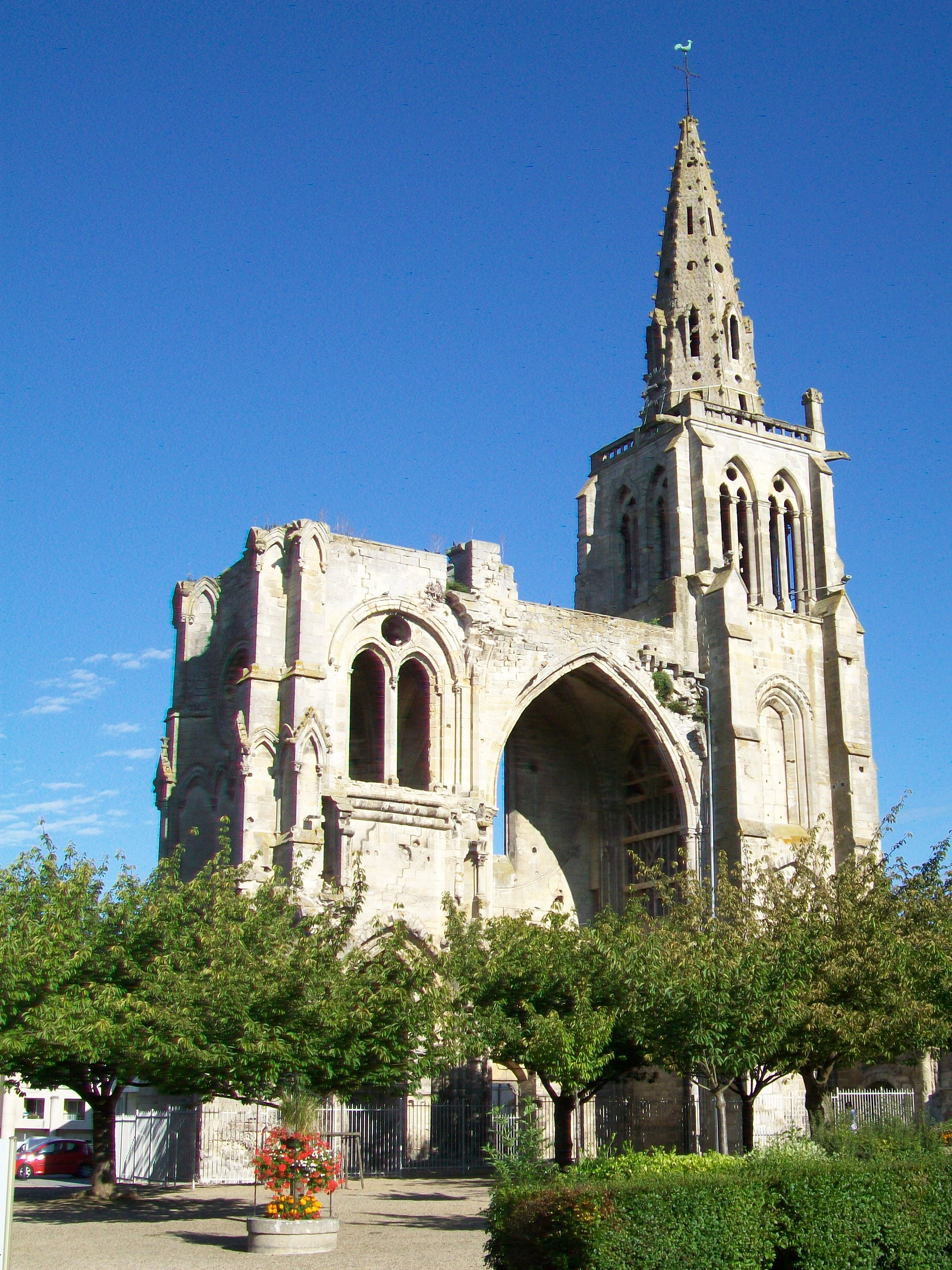
Ruines de la collégiale Saint-Thomas, rue de la Hante ; vue depuis le sud-est.
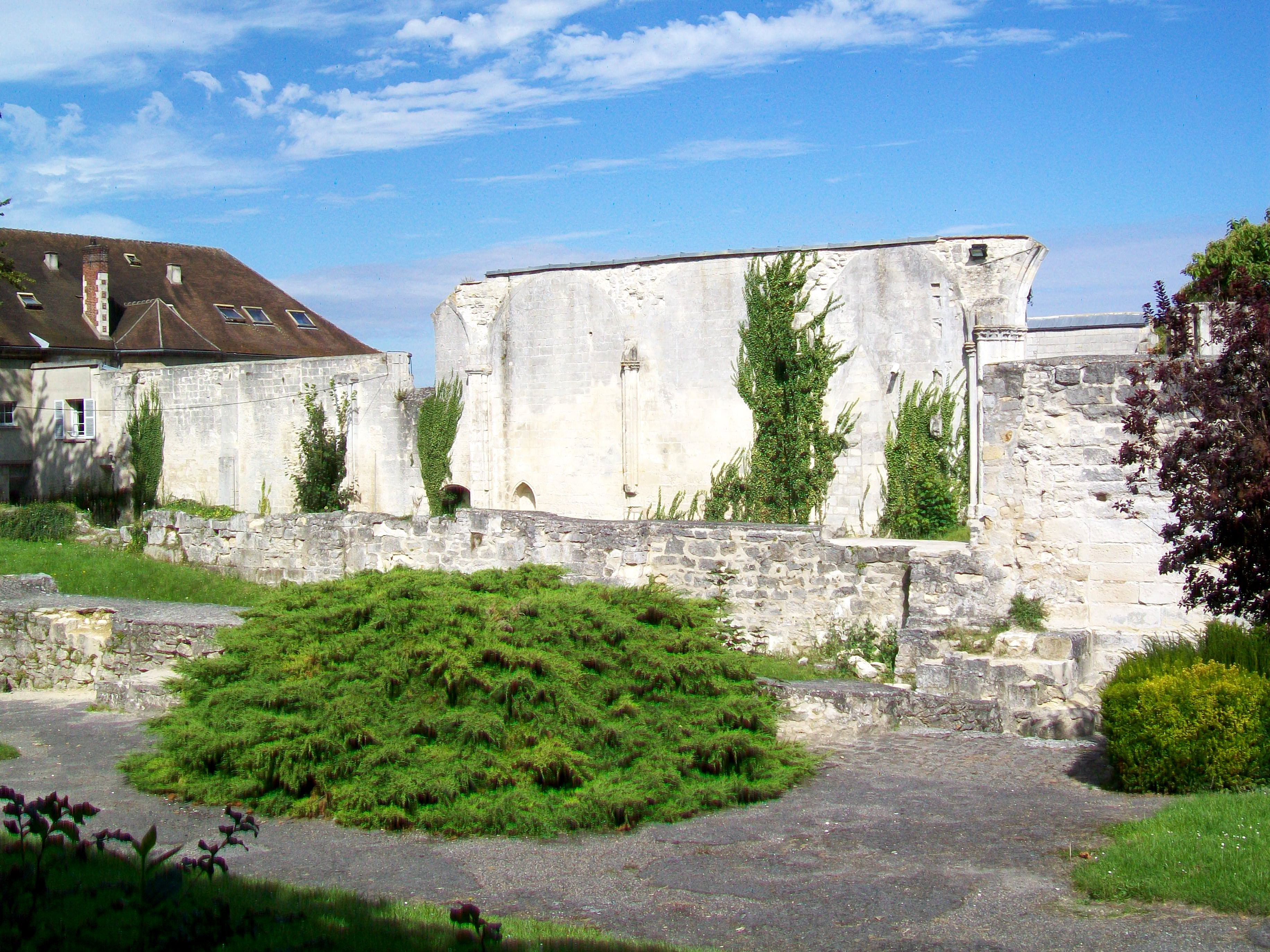
Ruines de l'abbatiale de l'ancienne abbaye Saint-Arnoul, place Saint-Simon.
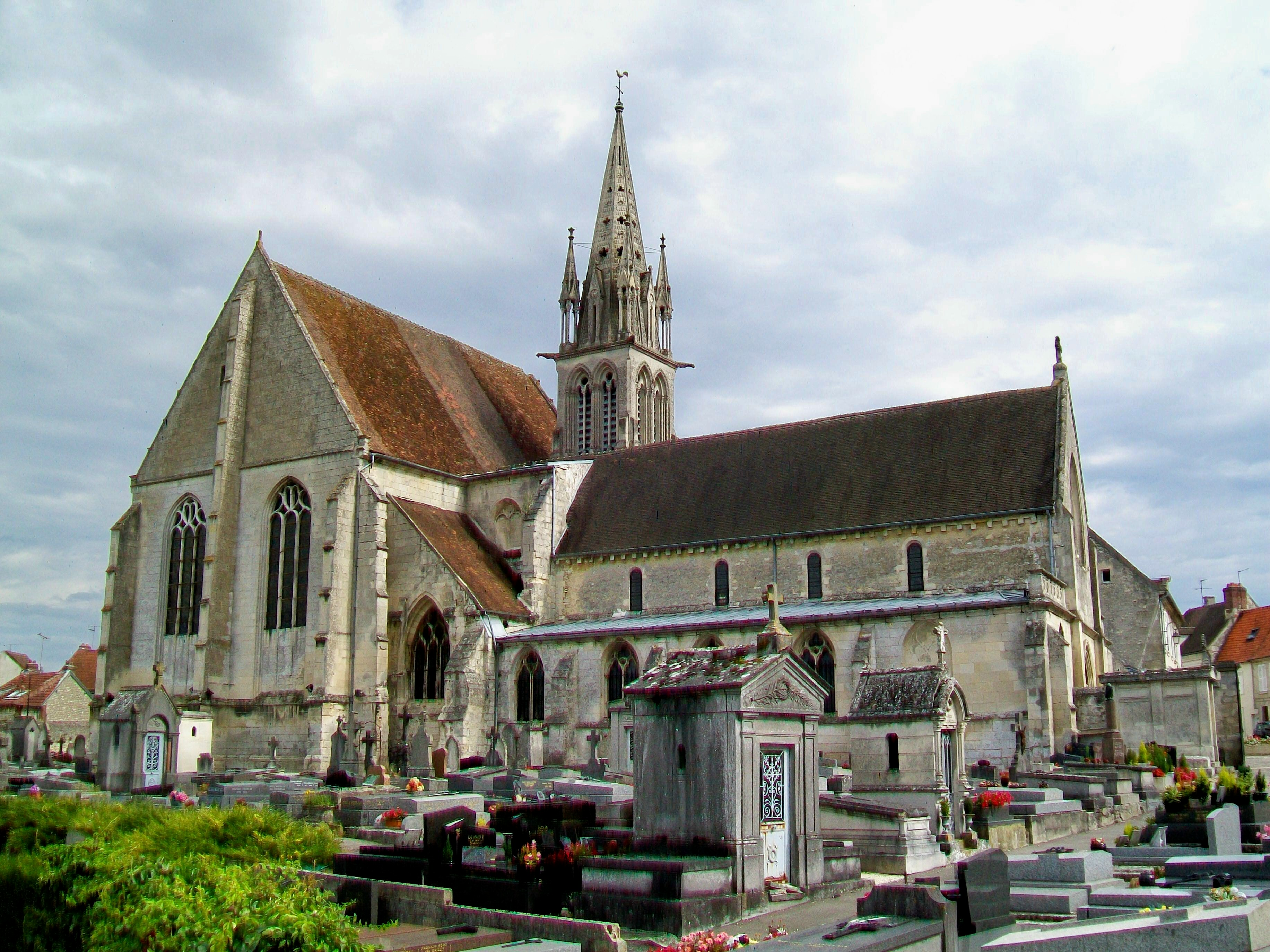
Vue d'ensemble de l'église Saint-Denis depuis le nord-ouest.
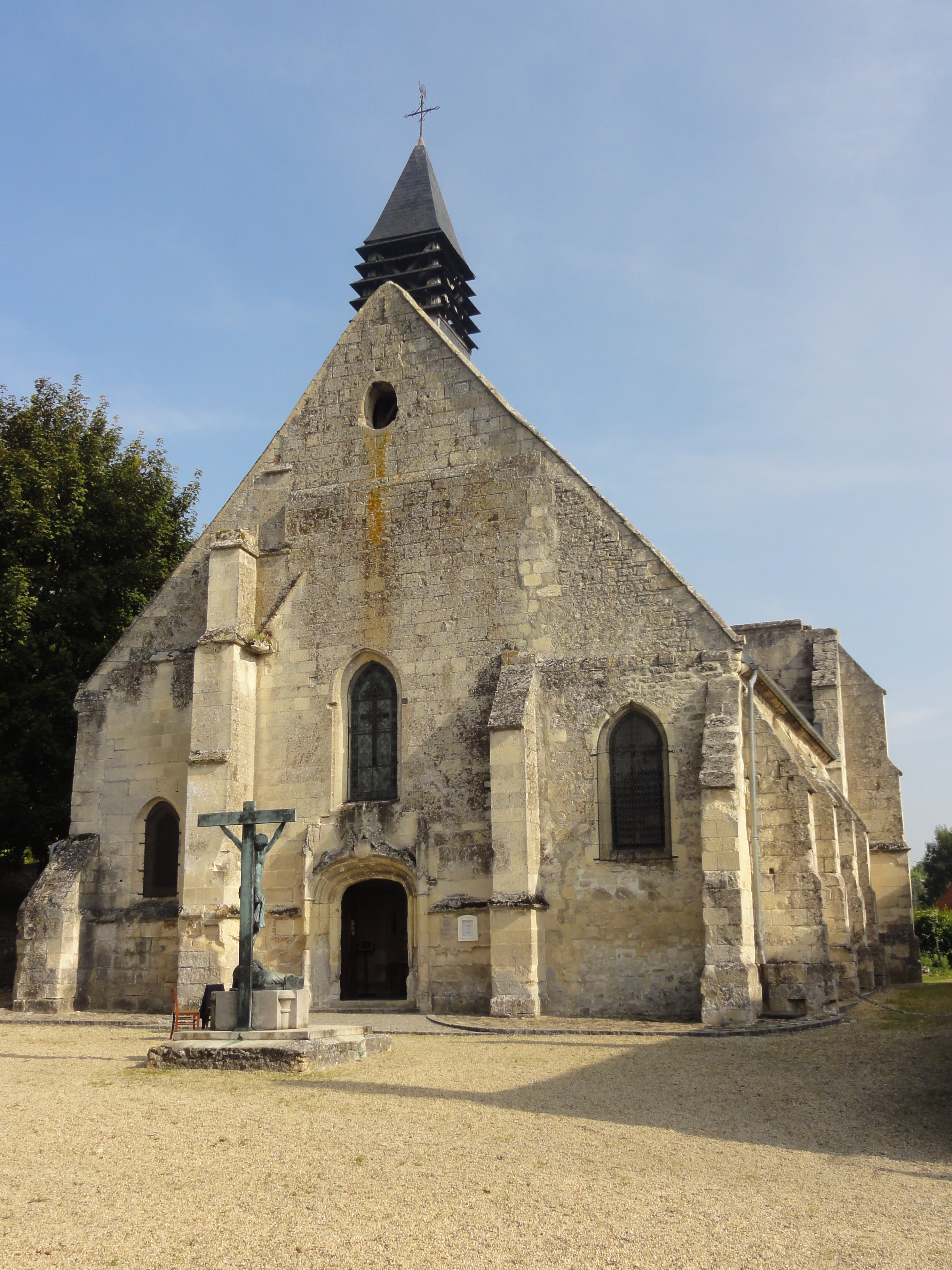
Façade occidentale de l'église Saint-Martin du hameau de Bouillant.
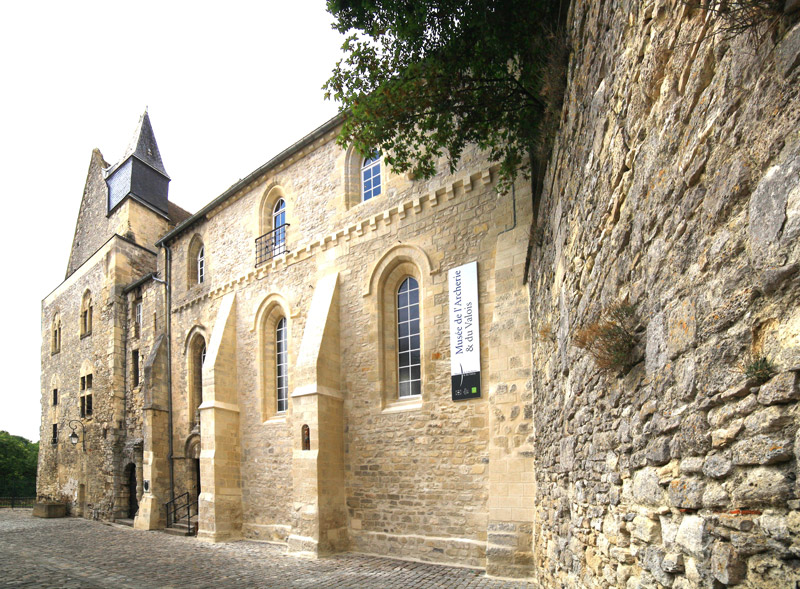
Musée de l'archerie et du Valois : façade orientale du château (à gauche, la chapelle Saint-Aubin).
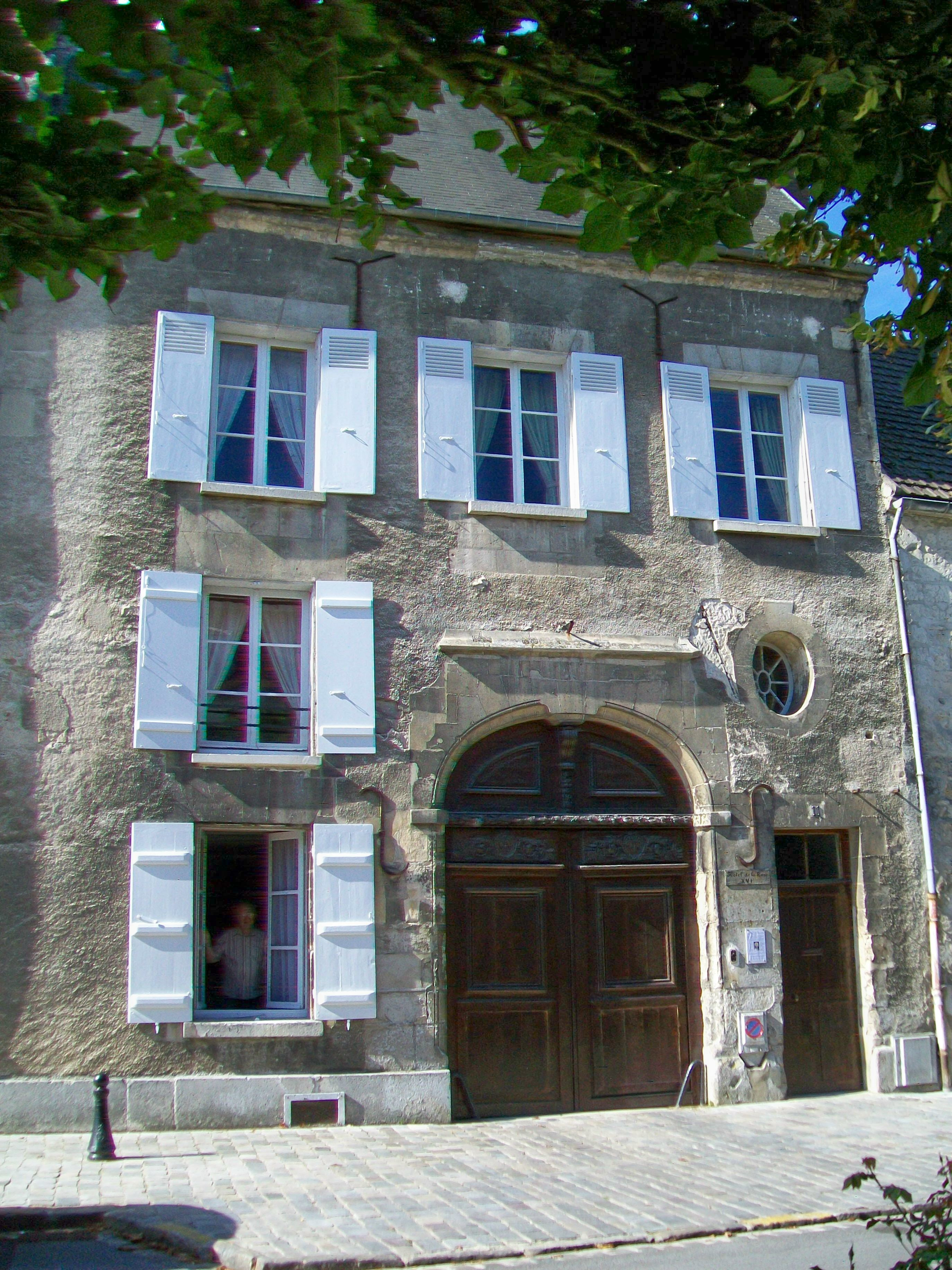
L'hôtel de la Rose de 1537, 11 place Gambetta.
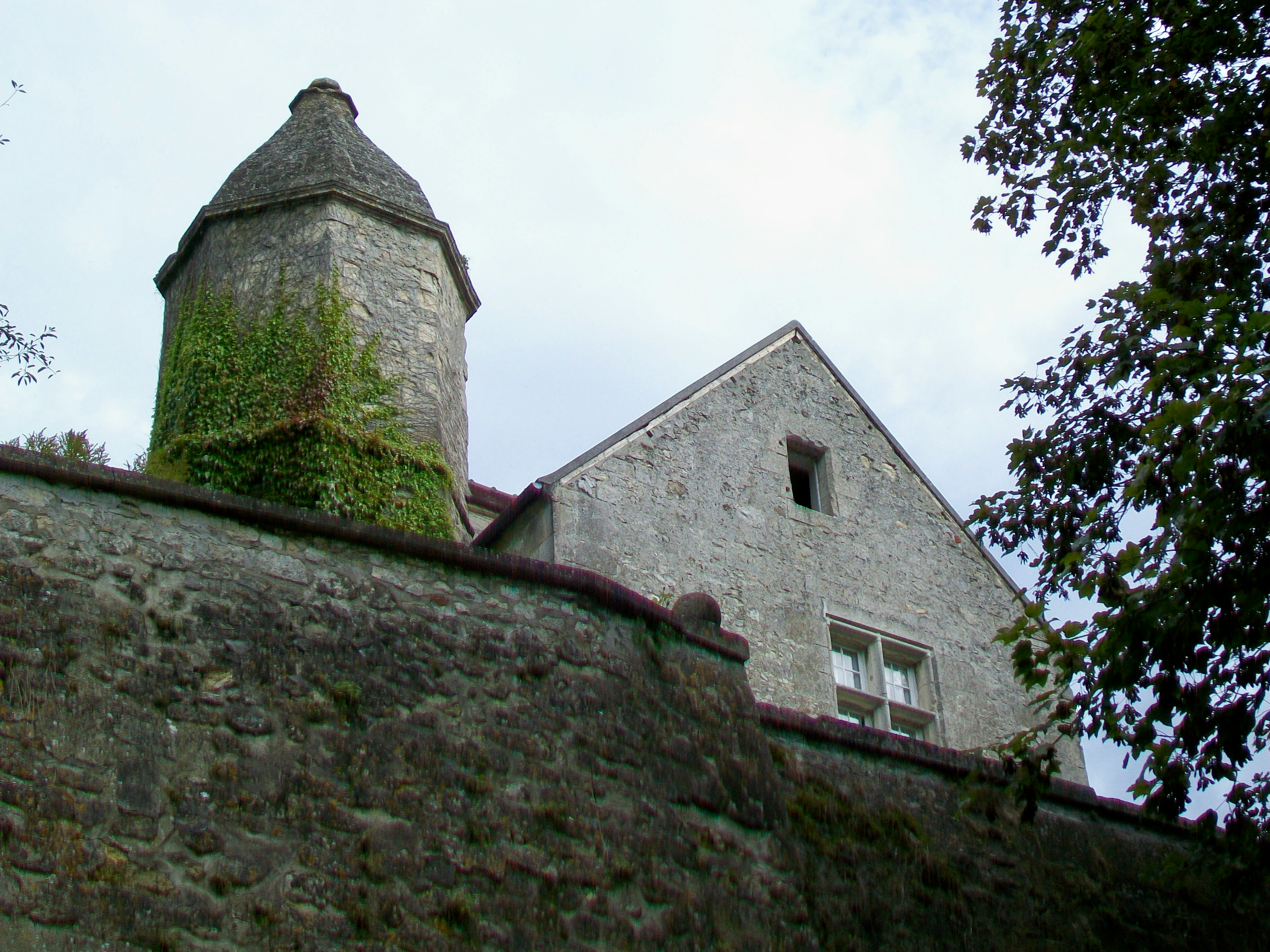
Maison La Corandon du XVe siècle, chemin de la Poterne, derrière le rempart sud.
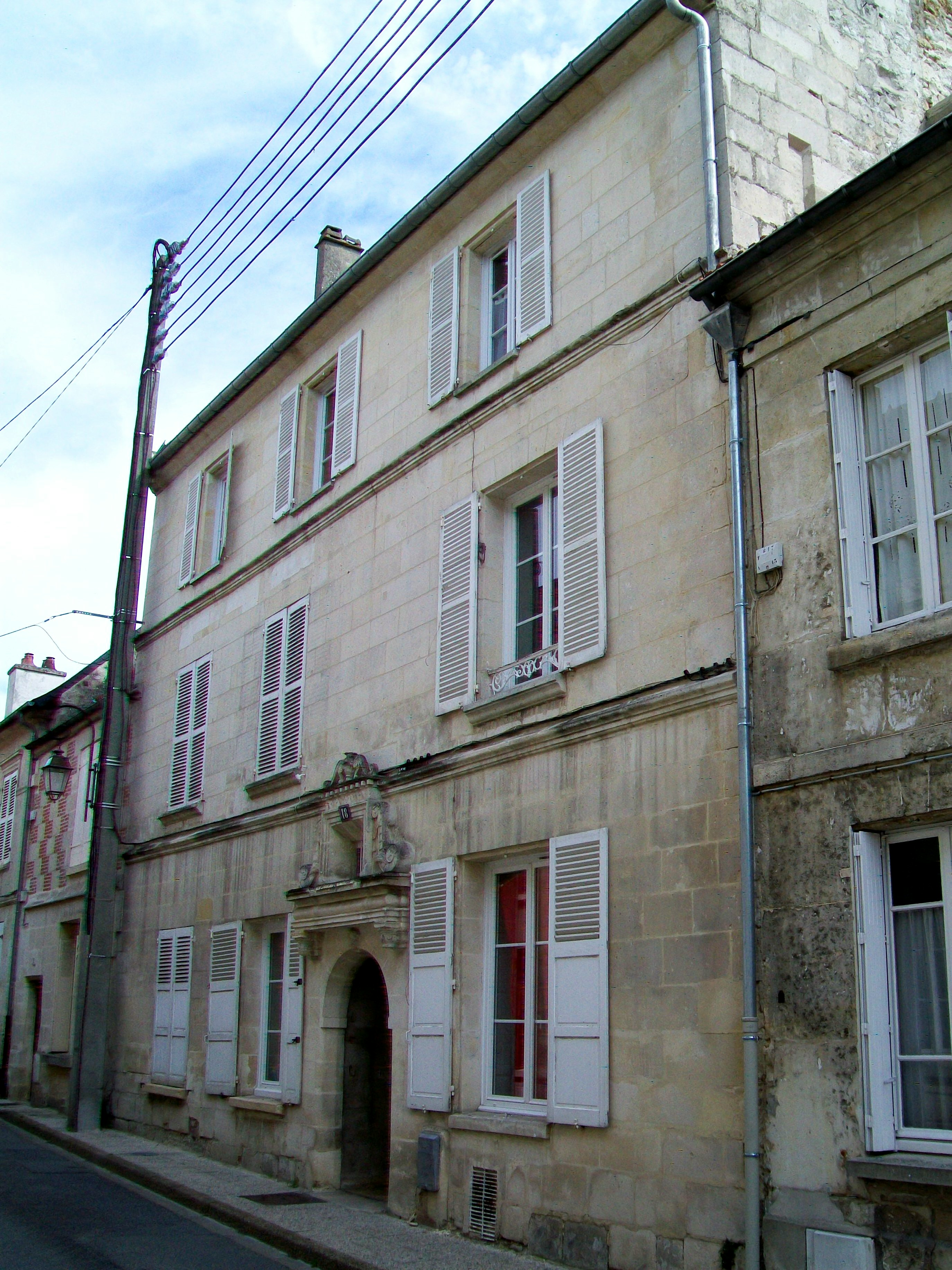
Maison du XVIe siècle, ancien grenier à sel (?) 18 rue de la Cloche.
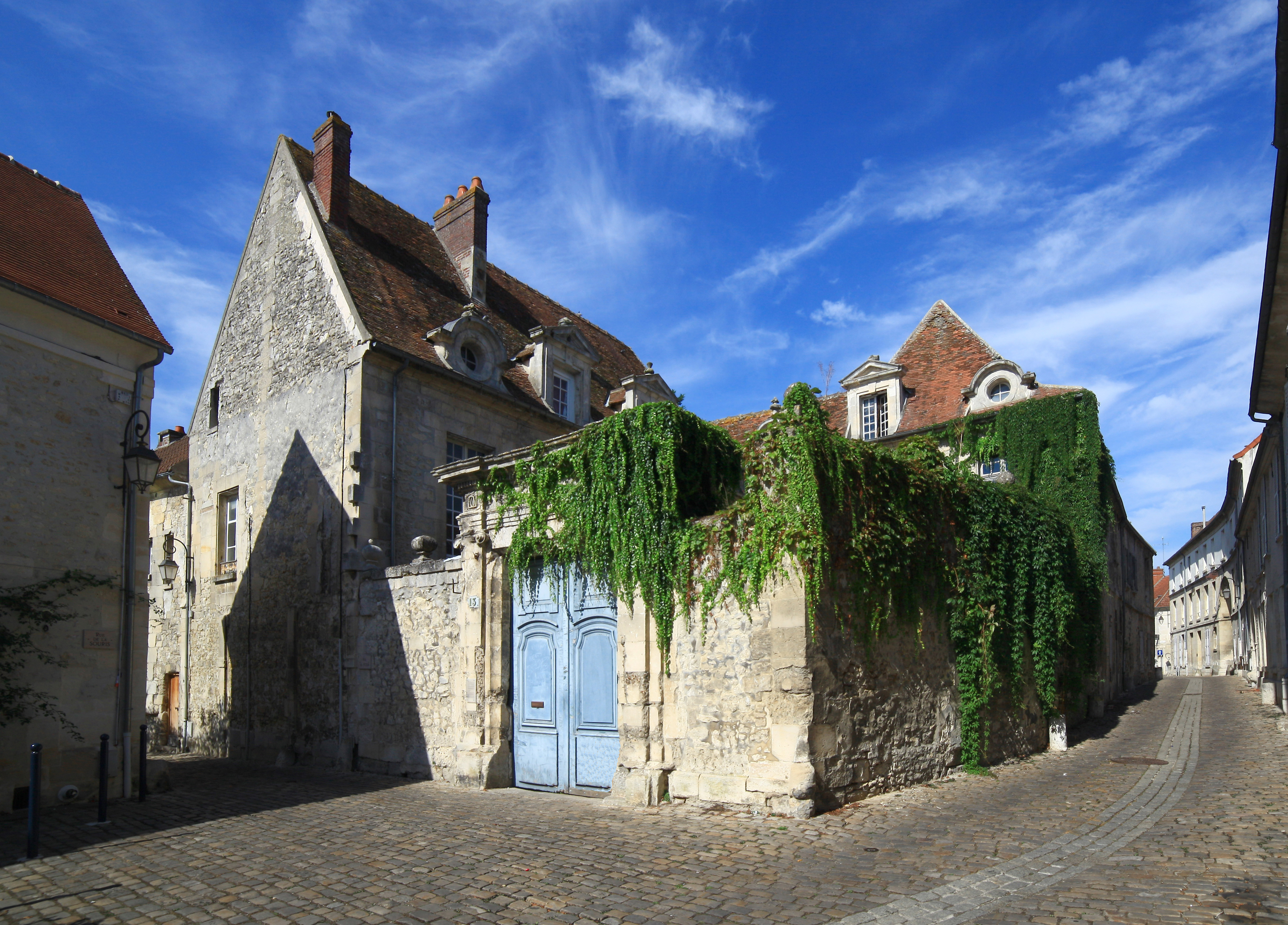
L'hôtel Saint-Joseph de 1649, 13 rue du Four, à l'angle avec la rue Alphonse-Cardin.
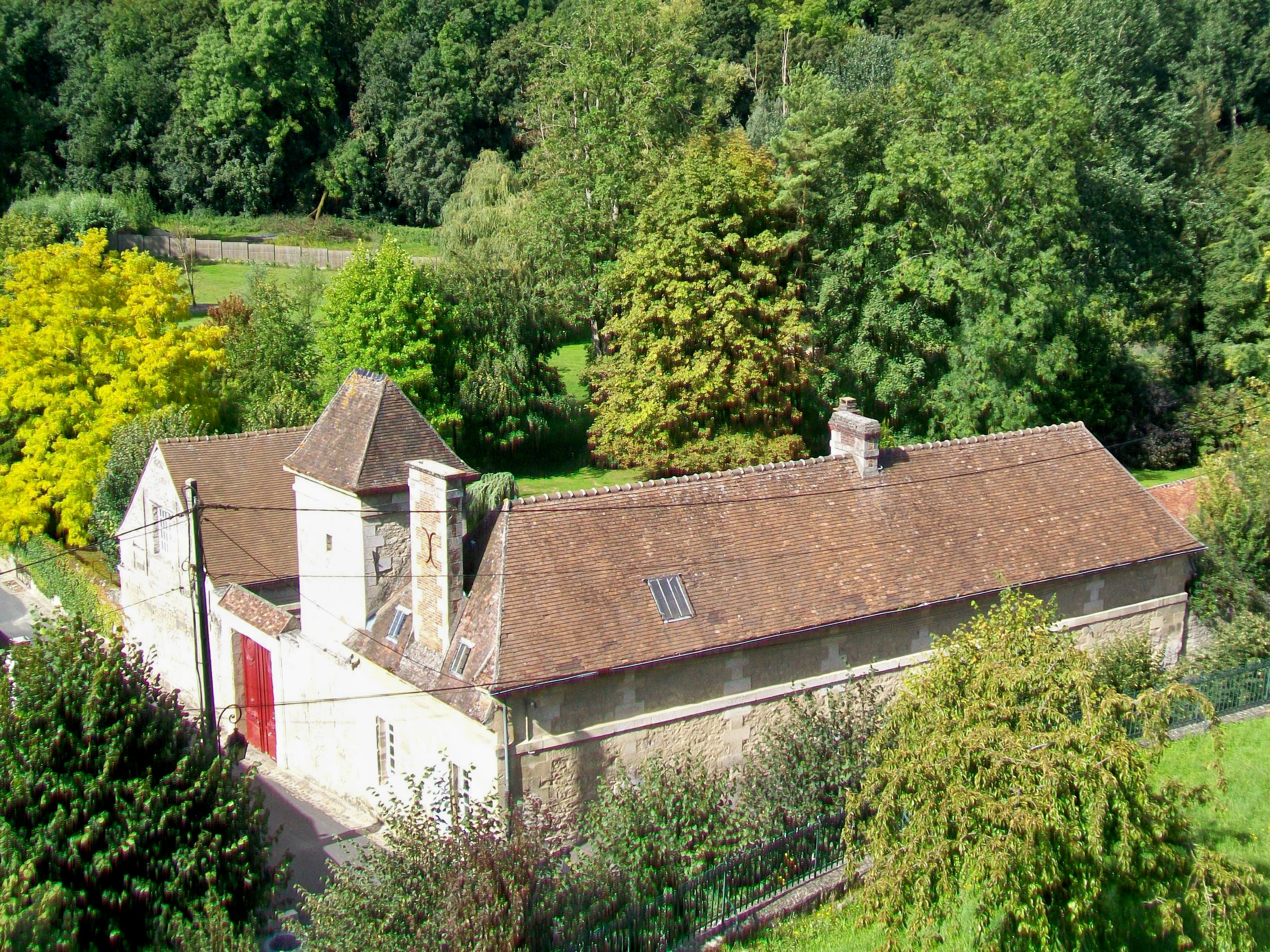
L'hôtel et le site de Fond-Marin, chemin de la Terrière ; vue depuis le château.

- Maison dite des Quatre Saisons, 15 place Gambetta ; élévation (façade de 1758) inscrite Monument historique en 1933[106].
- Ancien hôtel d'Orléans ou maison Jeanne d'Arc, 17 rue Jeanne-d'Arc, inscrit Monument historique par arrêté en 1978[107] : Maison des XIVe et XVe siècles.
- Porte de Paris de 1788-1792, rue Charles-de-Gaulle[108], classée Monument historique en 1951[109].
- Remparts nord et sud, et la porte Sainte-Agathe[110], rue Goland.

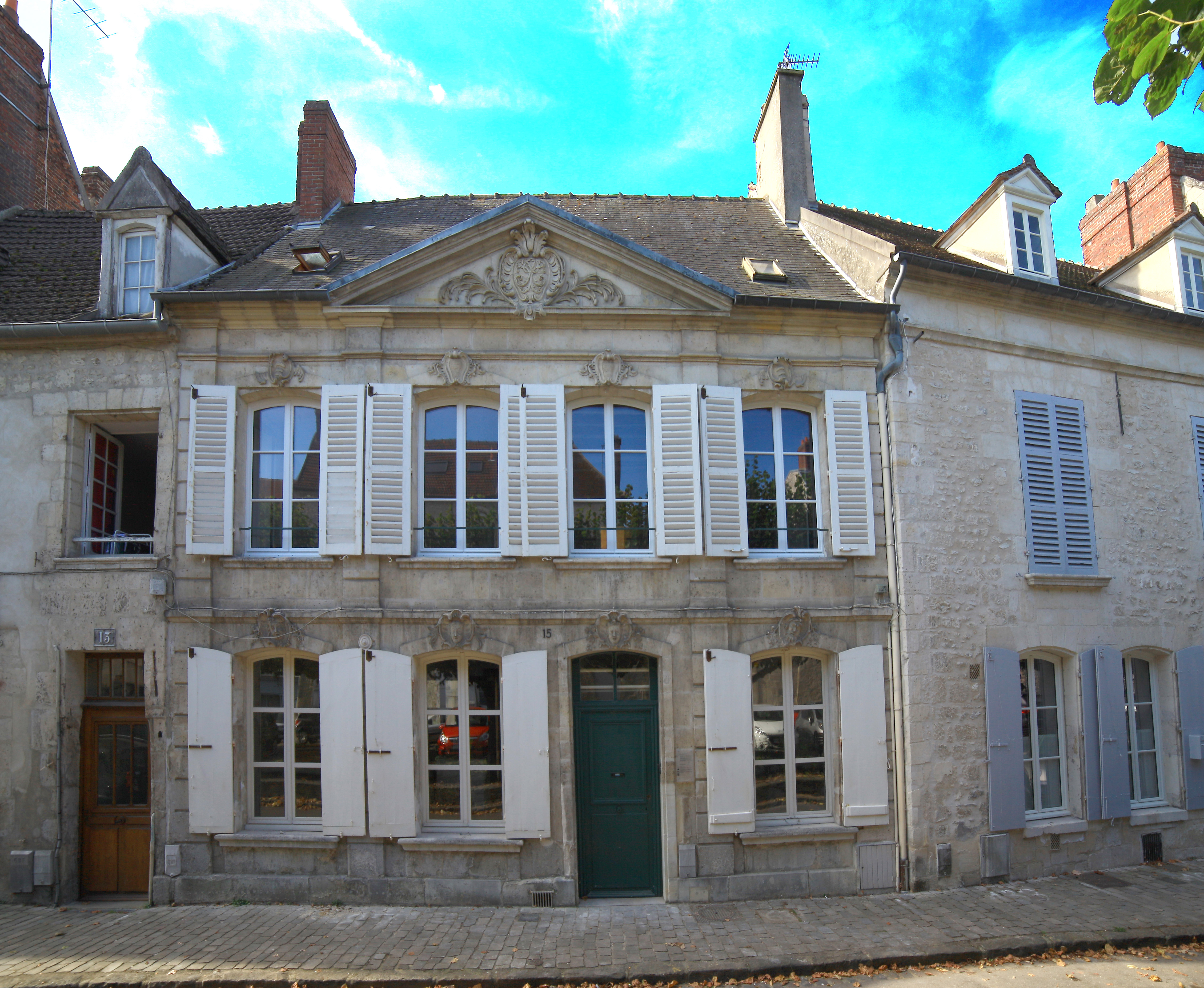
Maison dite des Quatre Saisons, XIVe siècle et 1758, 15 place Gambetta.
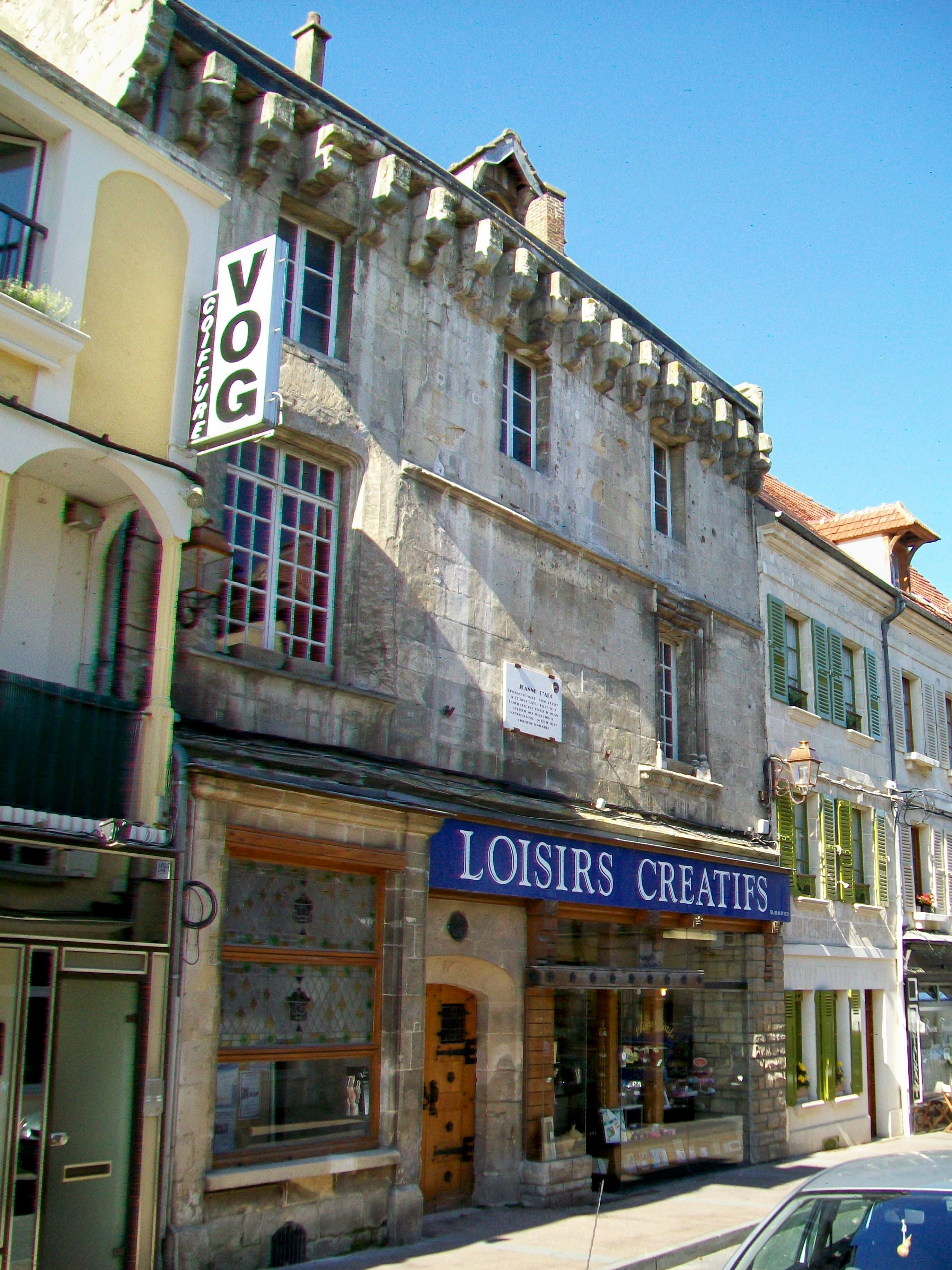
Maison dite ancien hôtel d'Orléans ou maison Jeanne-d'Arc, 17 rue Jeanne-d'Arc.
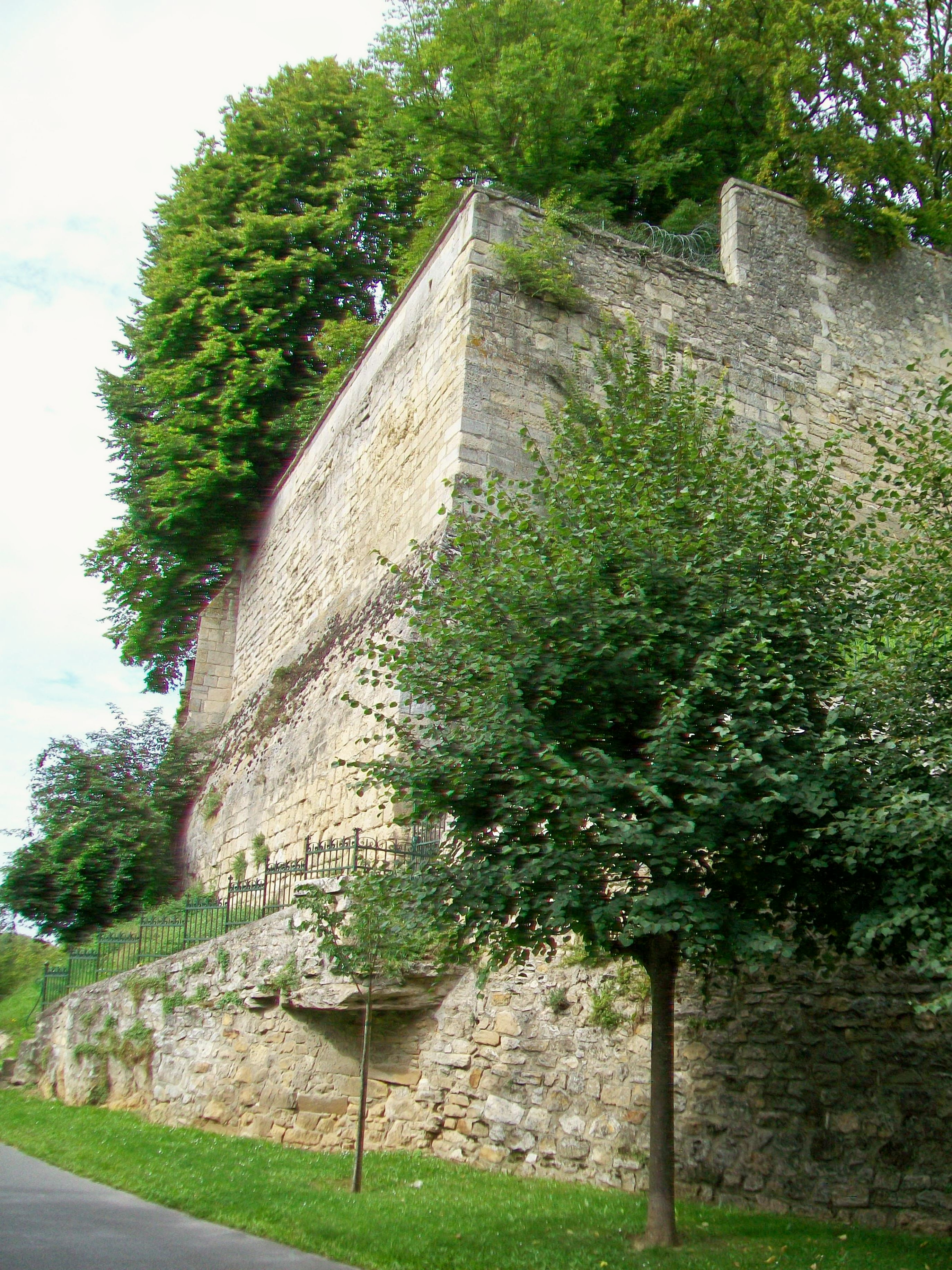
Rempart sud, rue des Remparts / chemin des Remparts ; vue partielle.
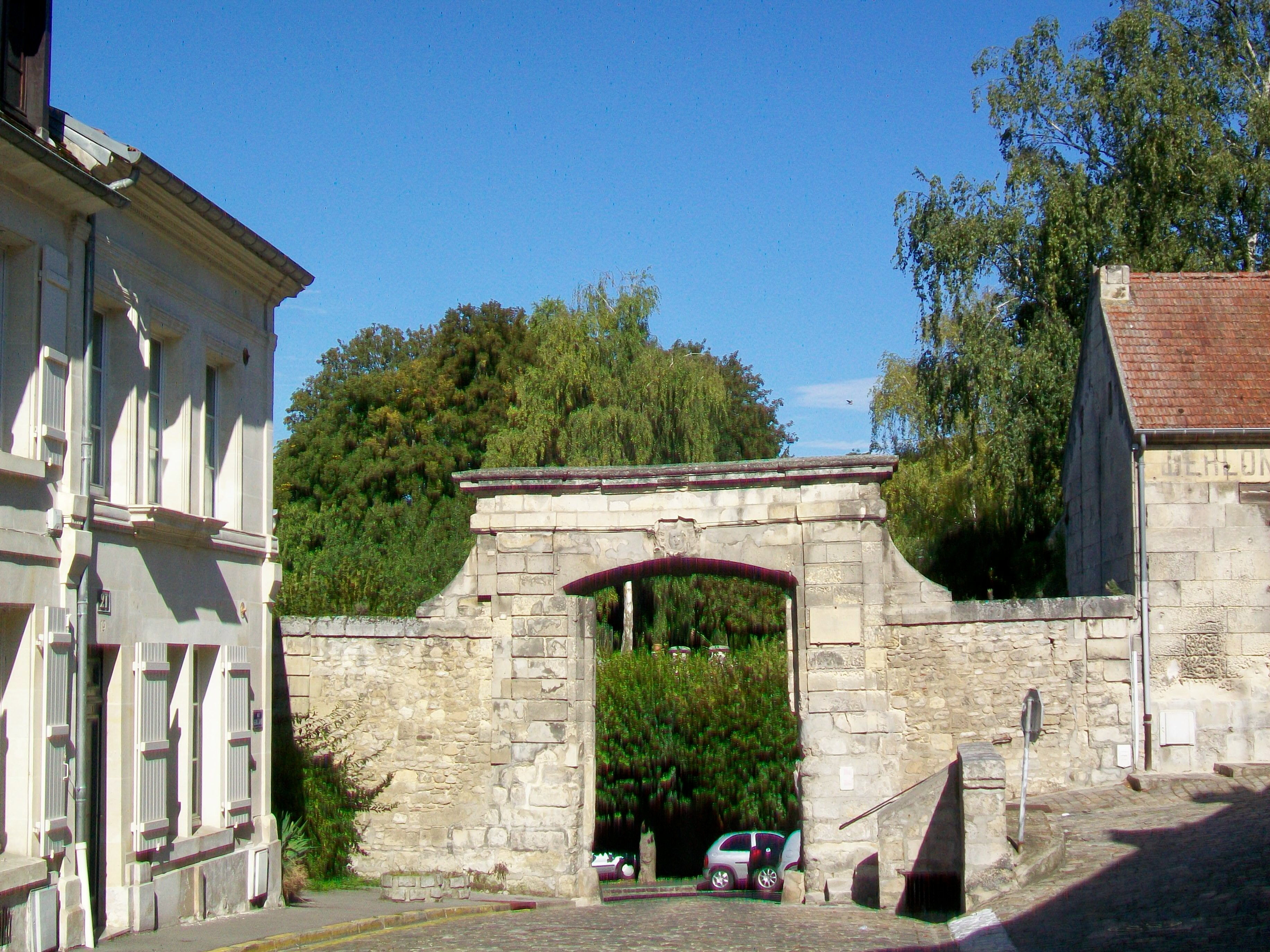
La porte Sainte-Agathe, du nom d'une ancienne paroisse dans ce quartier, rue Goland (remparts sud).
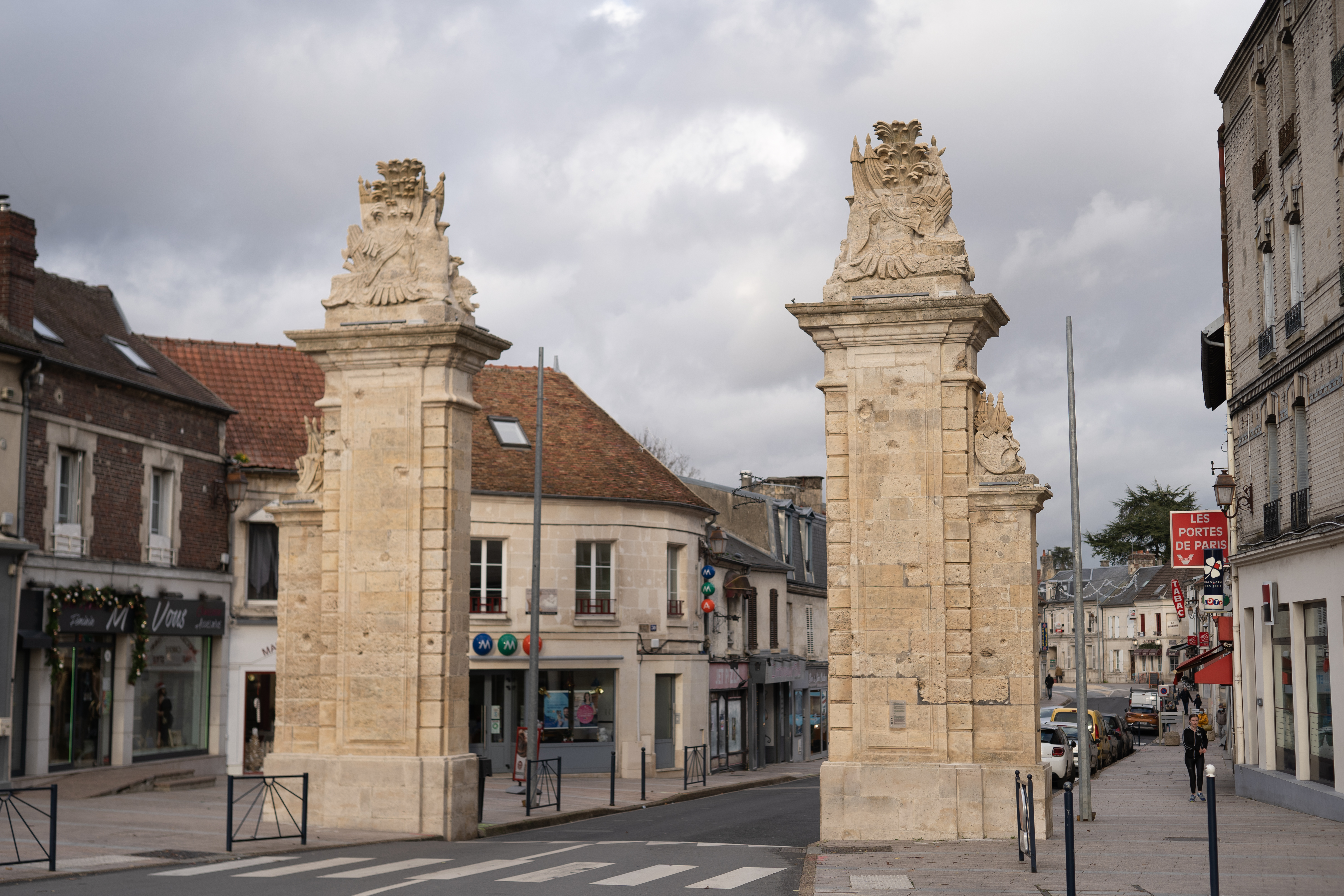
Les vestiges de la porte de Paris, dont la construction eut lieu entre 1788 et 1792.

On peut également signaler :
- Hôtel de la Belle-Image (nom de la statue à l'angle), 1 rue Lamartine : hôtel particulier construit vers 1610, qui présente à l'angle une statue d'un évêque portant sa tête entre ses mains.
- Château et parc de Géresme, avenue de l'Europe, à l'est de la ville : vaste parc de 21 hectares[111], dans le style d'un jardin à l'anglaise, situé dans un vallon arboré, avec des fabriques, des étangs, des enclos avec des animaux et des jeux pour enfants. En 1974, la ville devient propriétaire du parc et du château de Géresme. Le parc est inauguré et ouvert au public en 1978[111].
- Cimetière derrière l'église Saint-Denis, sur plusieurs terrasses sur la pente septentrionale de la butte sur laquelle est bâtie la vieille ville, traversé par un sentier en lacets menant au pied du rempart nord.
- Fontaine Sainte-Agathe, au bassin en bas de l'escalier, rue Sainte-Agathe.
- Vestiges de l'église Saint-Agathe[112]

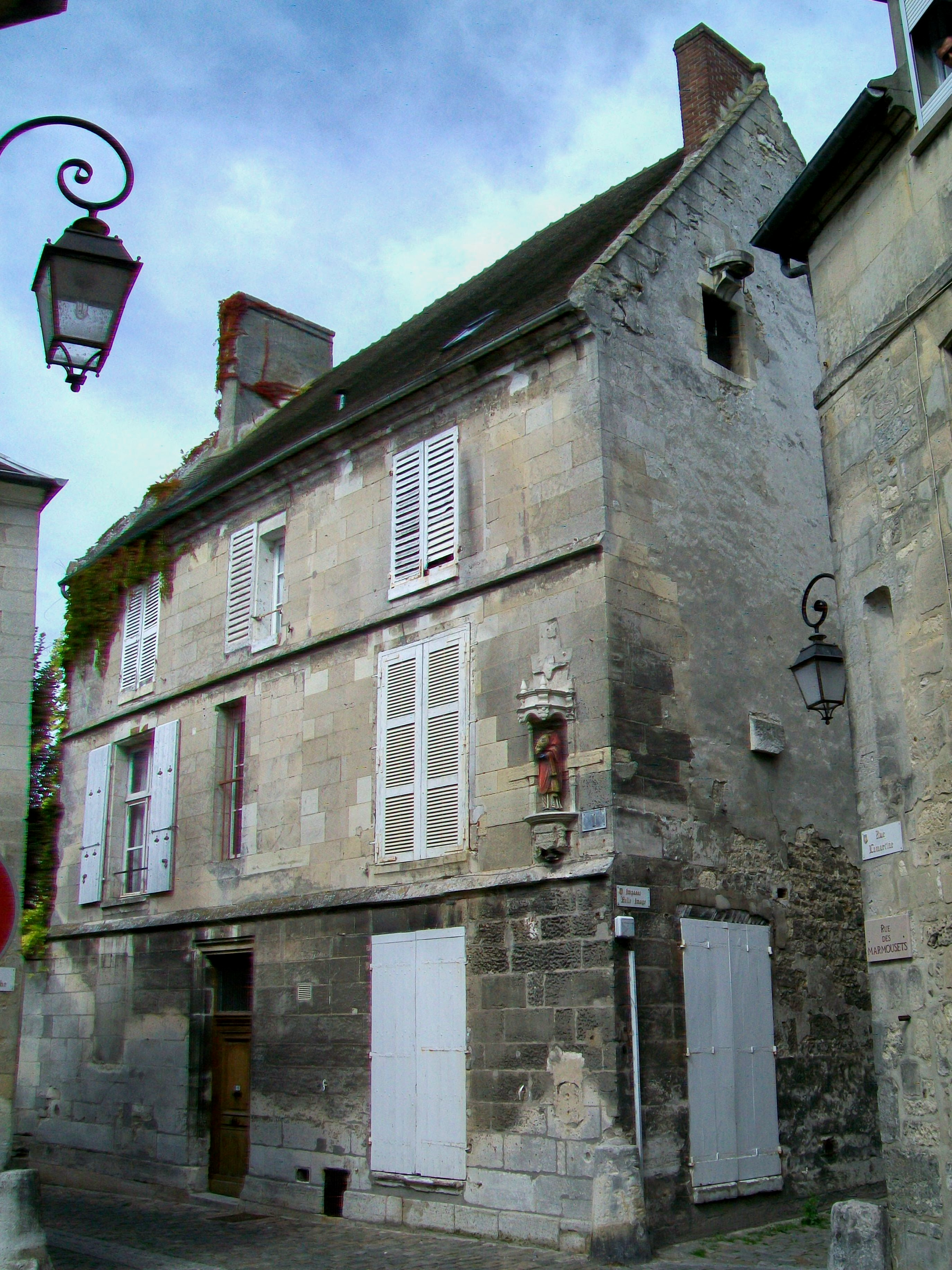
L'hôtel de la Belle-Image, 1 rue Lamartine.
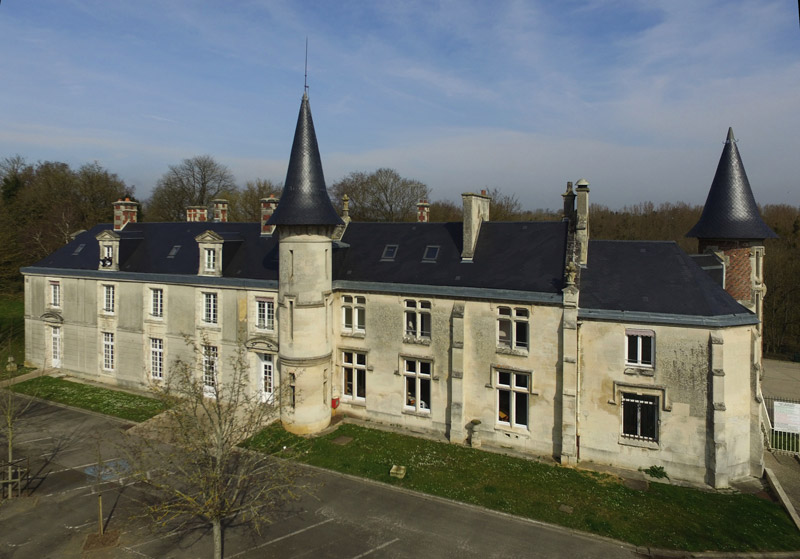
Château de Géresme, façade méridionale, partie la plus ancienne (aile est).
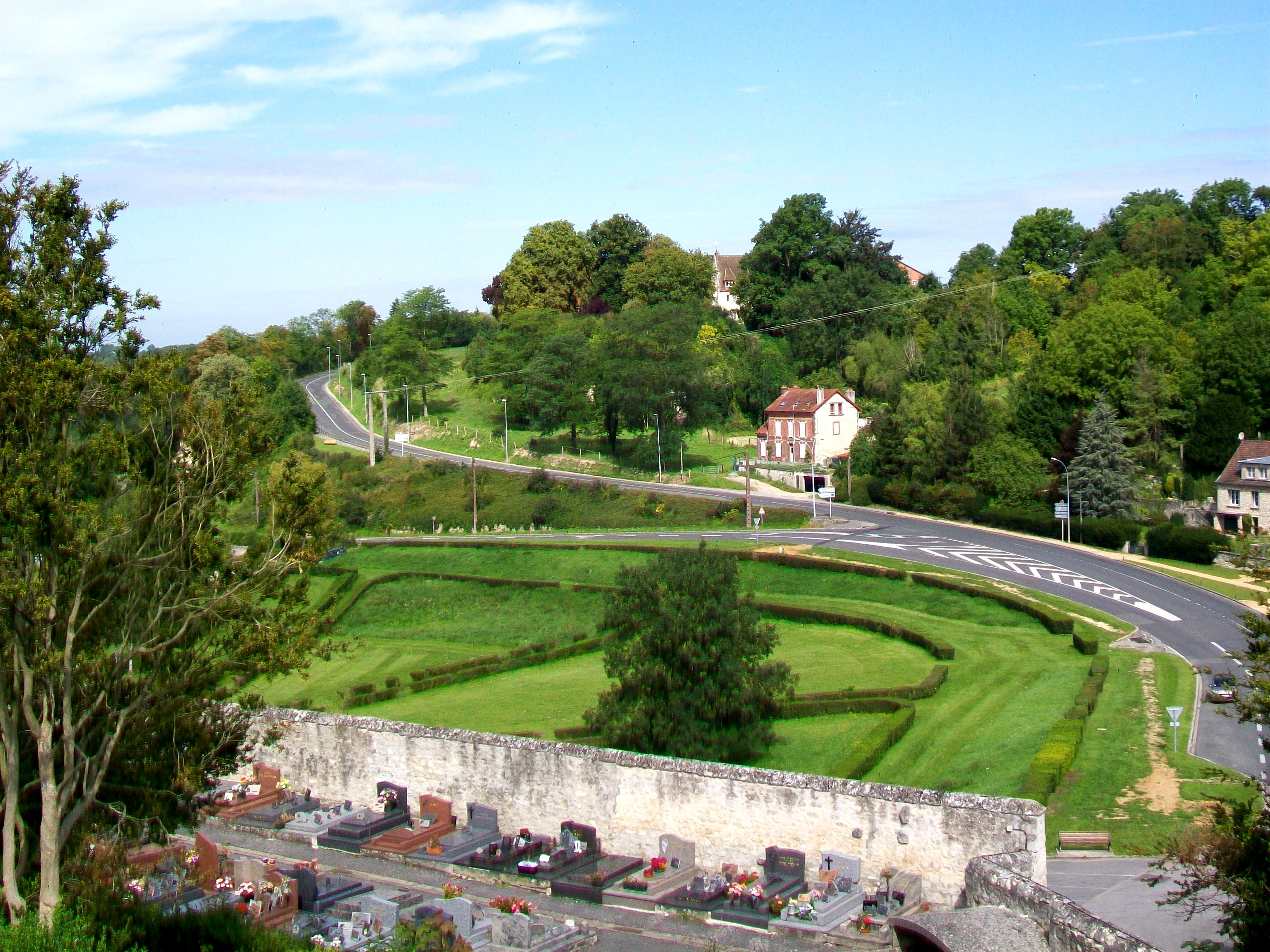
Cimetière, et vue sur la vallée depuis la terrasse devant l'abbaye Saint-Arnoul.
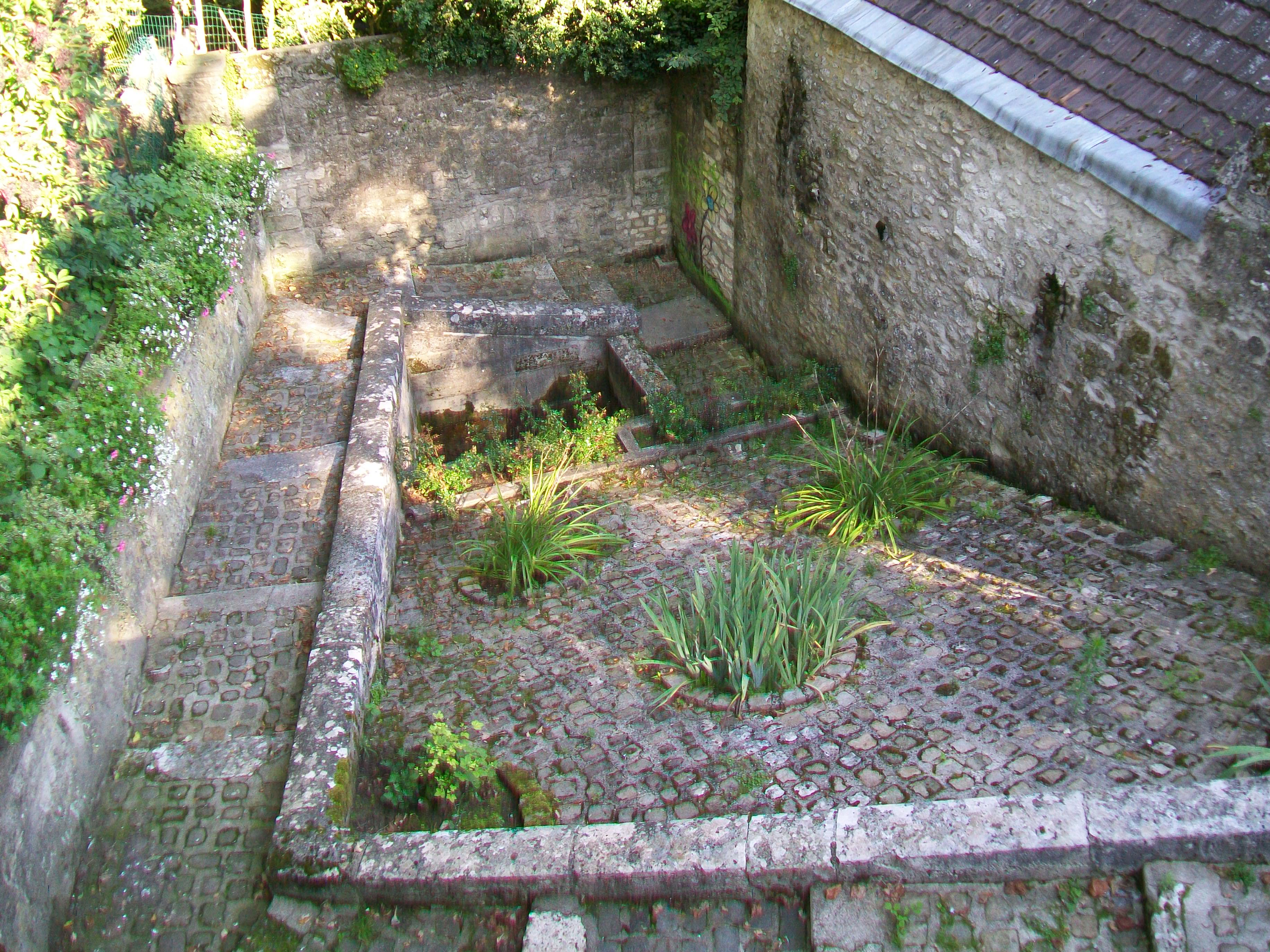
La fontaine Sainte-Agathe, rue Sainte-Agathe.
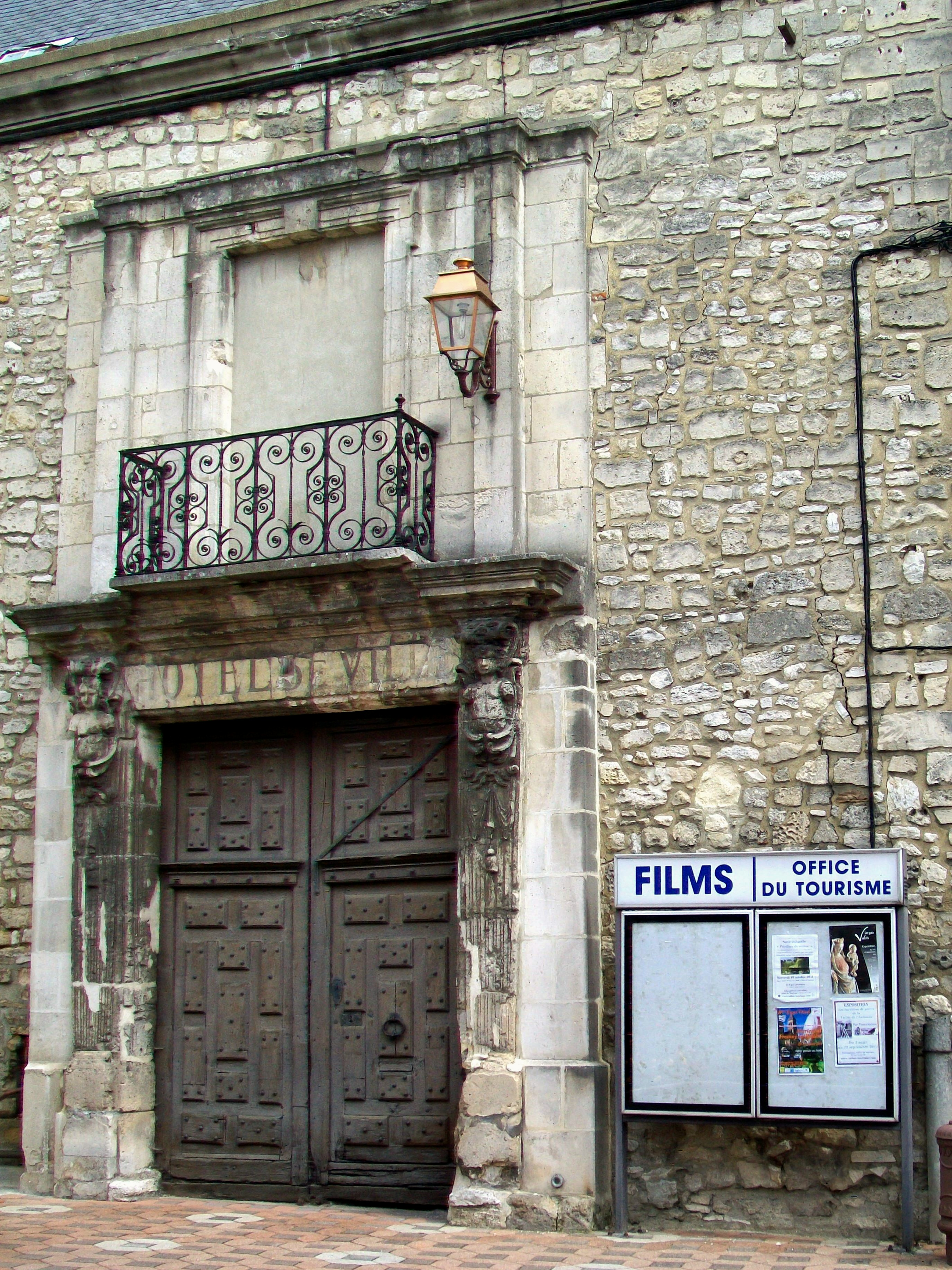
Porte et balcon ancien hôtel de ville.
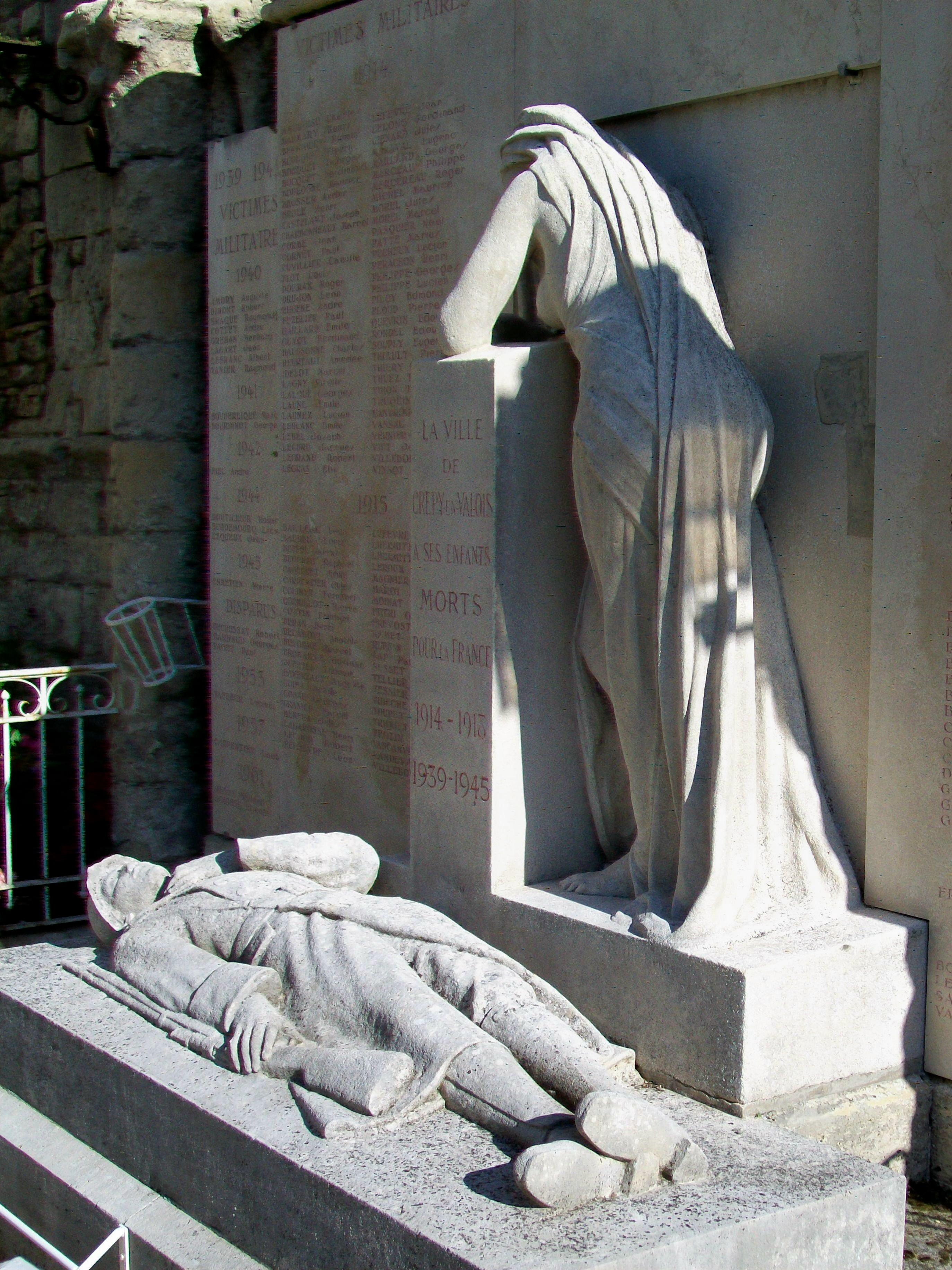
Monument aux morts dans la ruine de la collégiale Saint-Thomas.
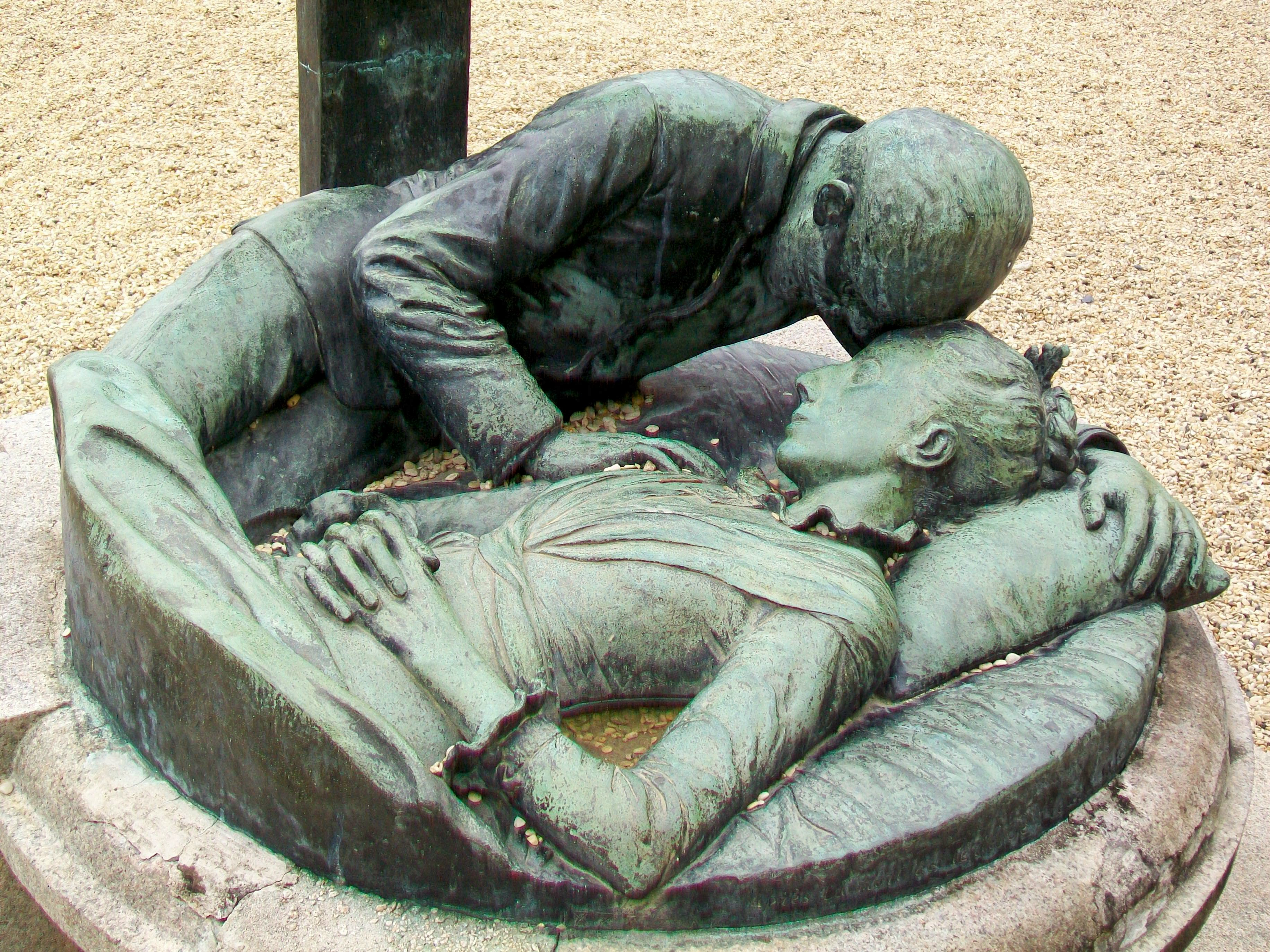
Détail du tombeau de Mme Bartholomé par son époux, au hameau de Bouillant.
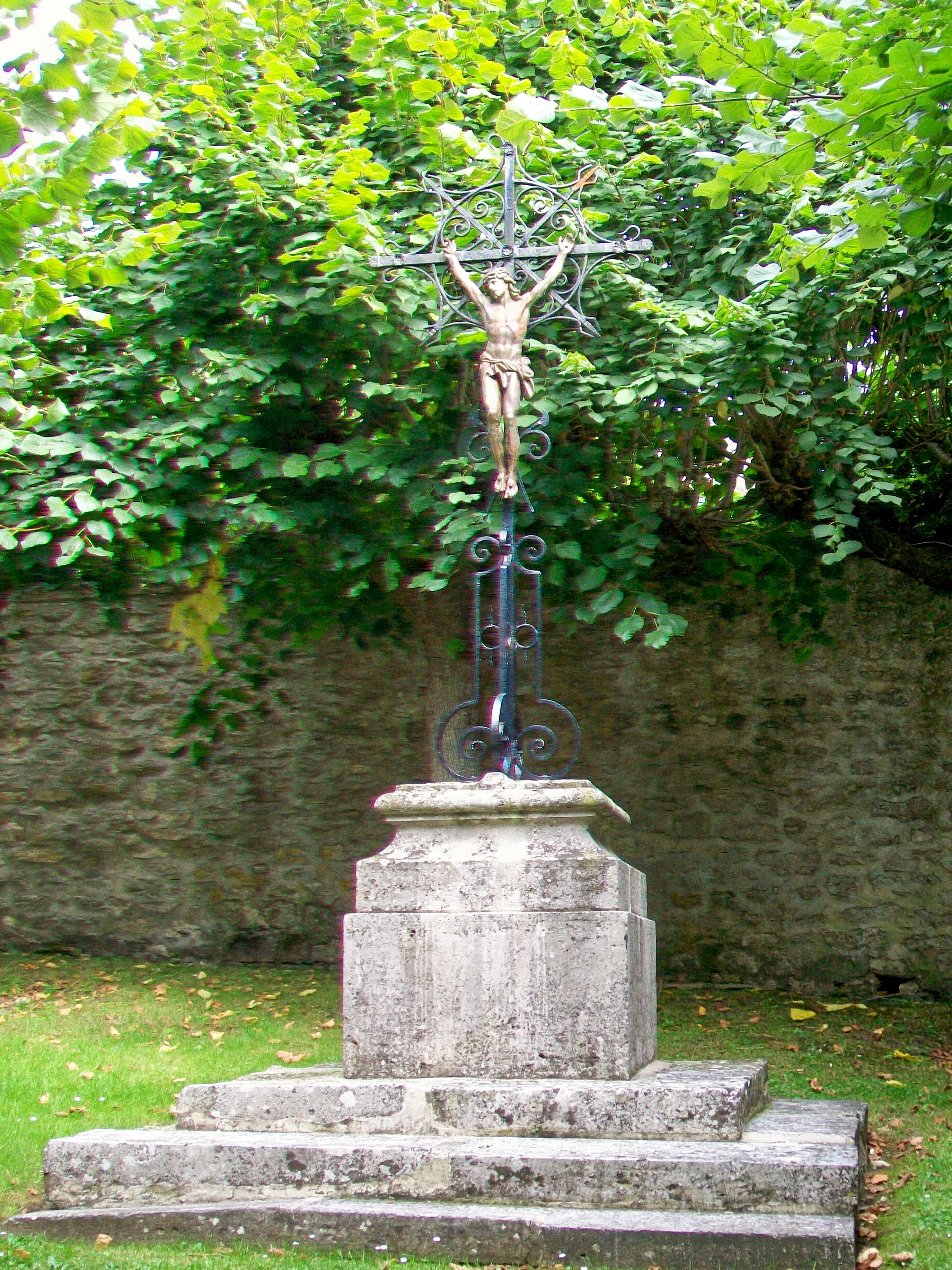
Calvaire à la fourchette entre les rues Goland et des Fossés.

- L'Hôtel de Ville, ancienne propriété Lambert-Delafosse construite en 1892 par l'architecte Albert Delafosse et acquise par la commune et qui est inaugurée comme hôtel-de-Ville en 1934[64]
- Porte et balcon de l'ancien hôtel de ville sur la place devant la salle des fêtes municipale, rue Nationale.
- Monument aux morts, œuvre du sculpteur Albert Bartholomé, dans l'ancienne nef de la collégiale Saint-Thomas (voir ci-dessus), inauguré le 14 juillet 1926 en présence du sculpteur[113].
- Tombeau de Prospérie Bartholomé, femme d'Albert Bartholomé et fille du marquis Prosper de Fleury (maire de Crépy-en-Valois et propriétaire du château de Géresme). Première œuvre du sculpteur Albert Bartholomé, devant l'église de Bouillant en 1887 (voir ci-dessus).
- Calvaire en bas de la porte Sainte-Agathe, dans la fourchette des rues Goland et des Fossés, en bas du rempart sud.
- Pelle hydraulique Poclain située rue de Soissons, à proximité de l'ancienne usine Poclain. Inventée en 1950, elle a longtemps fait le succès de l'entreprise.

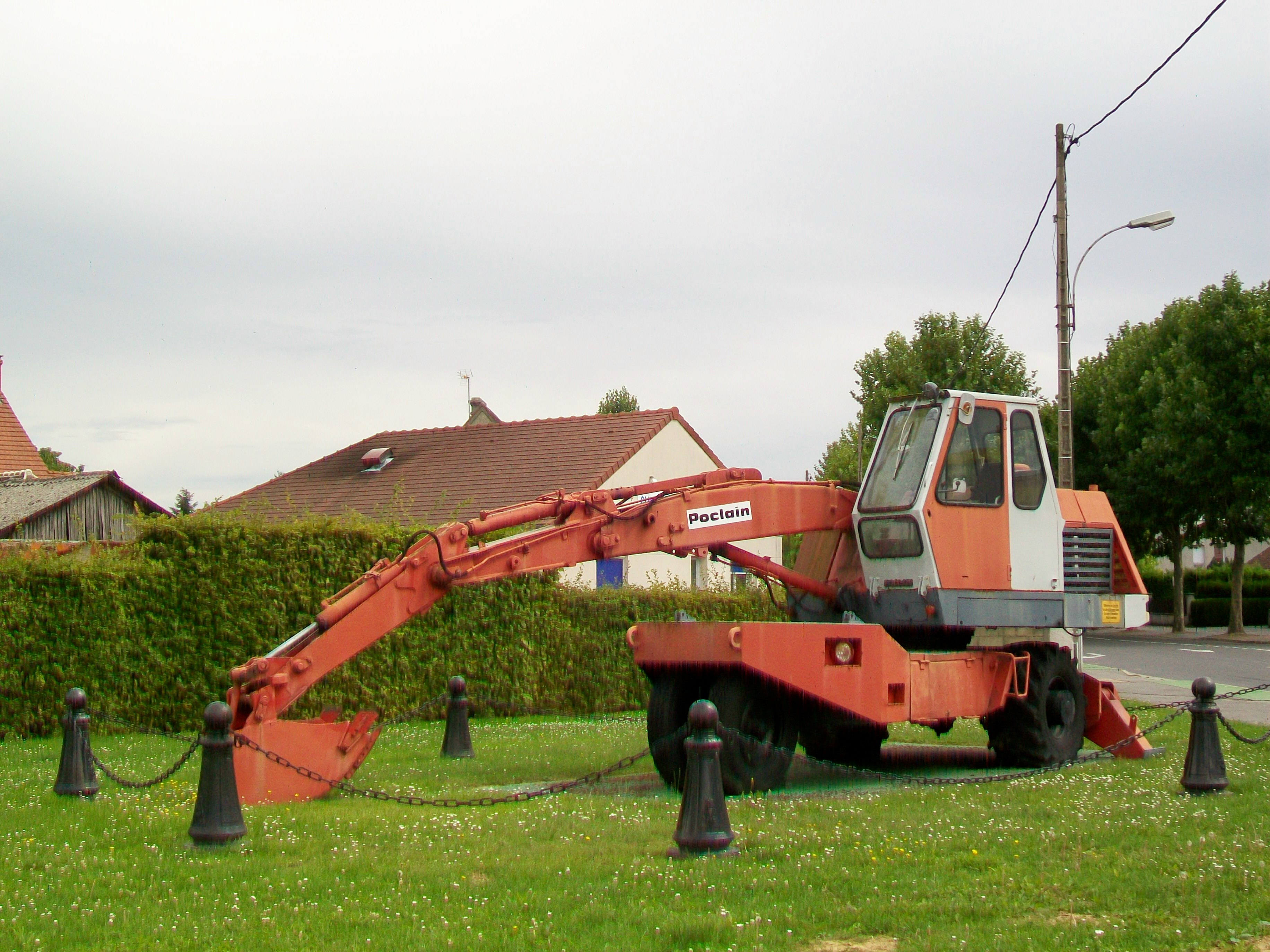
Pelle hydraulique Poclain, invention de Pierre Bataille, Jacques Bataille et Gérard Coolen.

### Le musée de l'Archerie et du Valois
Le musée de l'Archerie et du Valois a ouvert en 1949 dans le château Saint-Aubin. La collection sur l'archerie est unique en Europe et témoigne de la diversité et de l'évolution des pratiques liées au tir à l'arc. Le musée présente des armes préhistoriques élaborées il y a plus de 10 000 ans, des arcs des champions olympiques ainsi que les dernières innovations des facteurs d'arcs de chasse. Loin de se cantonner à la sphère occidentale, les collections évoquent la présence de l'arc sur tous les continents. Aujourd'hui, les compagnies d'arc du Valois, comme de la Picardie et de l'Île-de-France, entretiennent fidèlement les traditions du « noble jeu d'Arc ». Les collections du musée montrent cet attachement : tir de l'abat l'oiseau dont le vainqueur est désigné roi de la compagnie pour l'année, bouquet provincial qui les rassemble toutes selon un rituel immuable, attachante figure de saint Sébastien, patron des archers depuis le Moyen Âge.
L'autre volet du musée est l'art sacré du Valois. Les salles hautes du musée abritent une riche collection d'art sacré du Moyen Âge au XIXe siècle, dont se détache un bel ensemble de statues médiévales et Renaissance, provenant de plus d'une trentaine d'églises et chapelles du Valois. Le musée d'art sacré a en effet vu le jour, en 1973, quand différentes communes des cantons de Crépy-en-Valois, Betz et Nanteuil-le-Haudouin ont décidé de regrouper les statues de leurs églises dans le château de Crépy. Saint-Sébastien y tient une place particulière avec vingt-cinq exemplaires,.

### Personnalités liées à la commune
- Denis-Joseph Vuillemot, cuisinier français né à Crépy-en-Valois vers 1811, à qui Alexandre Dumas consacre (sur six pages à son rang alphabétique parmi les mets) une entrée de son Grand dictionnaire de cuisine.
- Albert Bartholomé (1848-1928), sculpteur français. Deux de ses œuvres sont éposées à Crépy : gisant du monument aux morts, et, au cimetière, sépulture de Mme Bartholomé née Fleury ;
- Laurent Grimbert, boxeur français né à Crépy en 1954, mort en 2002.
- Charles-Antoine Leclerc de La Bruère, auteur dramatique et historien français, né à Crépy-en-Valois en 1714 et mort à Rome le 18 septembre 1754 ;
- Charles Leclerc de Montlinot, ecclésiastique et journaliste français né à Crépy-en-Valois en 1732 et mort en 1801.
- Laurent Bouchel, juriste et écrivain français né en 1559 à Crépy-en-Valois et mort en 1629 ;
- Adolphe de Waru, financier français né à Crépy-en-Valois en 1802 et mort en 1890 ;
- Arnouph de Cambronne (en), aïeul de Claude de Cambronne, gouverneur du château de Compiègne et membre de la Garde nationale, né en 1768 à Crépy, mort en 1846)

### Héraldique
| Blason de Crépy-en-Valois | Blason  | D'or au lion de sable; au chef d'azur chargé de trois fleurs de lis d'or. |
| Blason de Crépy-en-Valois | Détails | Le statut officiel du blason reste à déterminer.                          |